# Bestwig

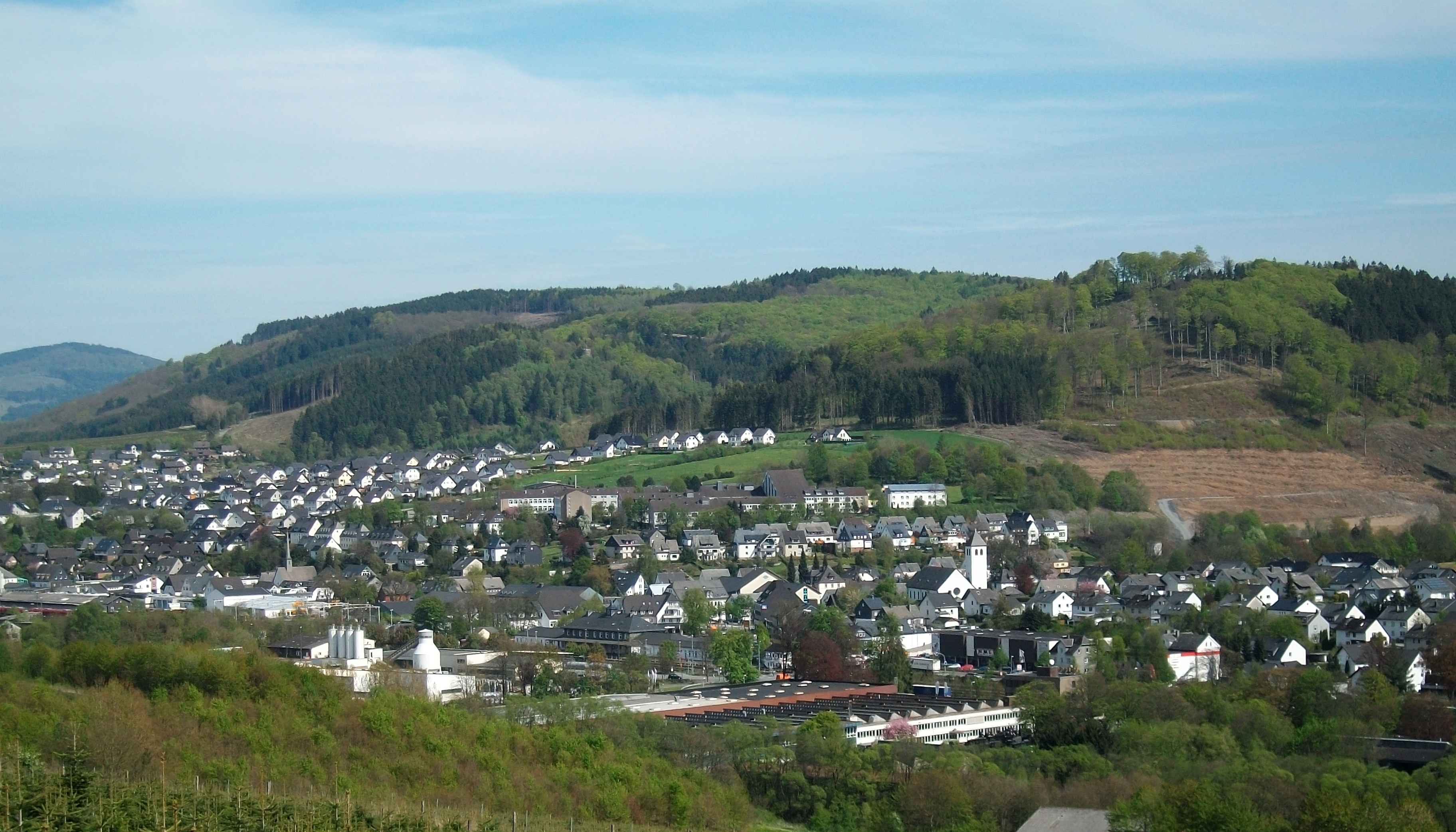
Bestwig

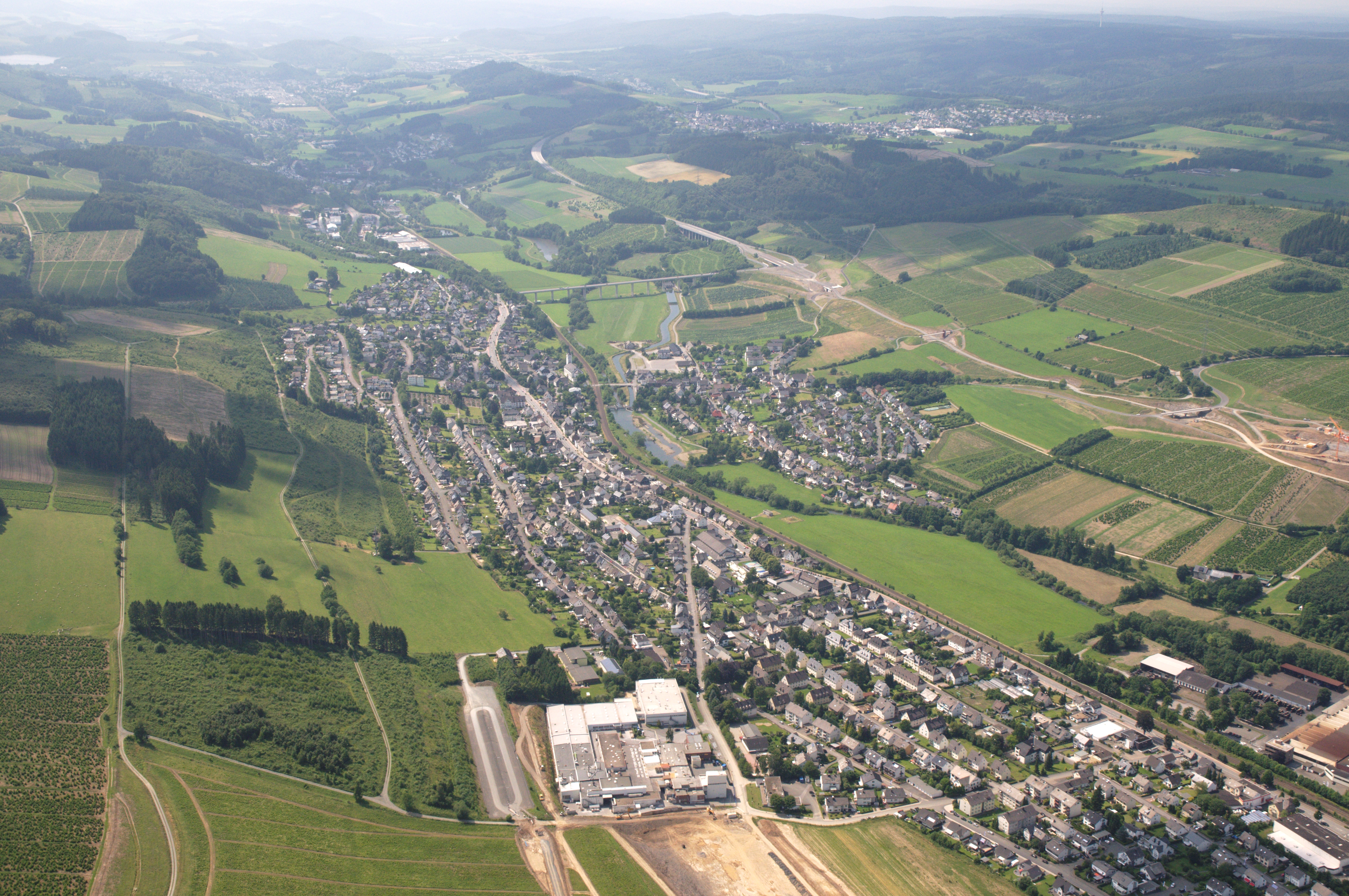
Luftbild

Bestwig ist eine Gemeinde in Nordrhein-Westfalen, die zum Hochsauerlandkreis gehört. Weite Teile des Gemeindegebiets sind als großräumiges Natur- oder Landschaftsschutzgebiet ausgewiesen. Die Plästerlegge, der höchste natürliche Wasserfall Nordrhein-Westfalens, liegt innerhalb des gleichnamigen Naturschutzgebietes.
Der an der Ruhr und am Rande des Arnsberger Waldes liegende Ort war im 14. Jahrhundert ein Kleinweiler mit einem Doppelhof des Stiftes Meschede und einem Hof des Klosters Grafschaft. Nach dem Bau eines Bahnhofs an der Oberen Ruhrtalbahn entwickelte sich der Weiler in der zweiten Hälfte des 19. Jahrhunderts zu einer Eisenbahnergemeinde. Zudem führte der Bergbau in der damaligen Nachbargemeinde Ramsbeck zum Anwachsen der Einwohnerzahl. Die Gemeinde Bestwig entstand in ihrer heutigen Form erst im Zusammenhang mit der kommunalen Neugliederung von Nordrhein-Westfalen im Jahr 1975. Durch sie wurden stark gewerblich oder noch bergbaulich orientierte Gemeinden mit überwiegend landwirtschaftlich geprägten Orten zusammengelegt.

## Geographie

### Geographische Lage
Die Gemeinde Bestwig liegt an der Nordgrenze des Hochsauerlandkreises zwischen den Städten Meschede im Westen, Warstein und Rüthen im Norden (beide Kreis Soest), Olsberg und Brilon (an der schmalsten Stelle durch nur rund 1300 m Olsberger Stadtgebiet zwischen OT Grimlinghausen und OT Esshoff getrennt) im Osten und Schmallenberg und Winterberg (ein gemeinsamer Grenzpunkt) im Süden.
Der höchste Punkt ist der Bastenberg (744,8 m ü. NN), die tiefste Stelle liegt im Ruhrtal mit 280 m ü. NN. Die höchste Erhebung im Höhenzug, der die Täler von Elpe und Valme trennt, ist mit 731,5 m ü. NN der Berg Stüppel.

### Geologie
Bestwig liegt am Nordrand des Rheinischen Schiefergebirges. Die Hochlagen mit den Ramsbecker Höhen und Schluchten im Süden bilden den Nordrand des Rothaargebirges. Der geologische Aufbau ist von den Sedimentgesteinen des Karbons und Devons bestimmt. Die aus dem Mitteldevon stammenden Ton- und Sandsteine weichen nach Norden hin einem jüngeren Sedimentgestein. Der Naturpark Arnsberger Wald im Norden ist höchstens 500 m hoch. Dort herrschen Ton-, Schluff- und Sandsteine aus dem Pennsylvanium vor. Diese sind teilweise tiefgründig verwittert und von starken Lehmauflagen bedeckt. Im Gemeindegebiet ist bodentypologisch die Braunerde mit mittlerer bis großer, seltener mit sehr großer oder geringer Entwicklungstiefe am stärksten verbreitet. Braunerden mit großer bis sehr großer Entwicklungstiefe haben ihre größte Verbreitung im Bereich der Nuttlarer Schiefer. Die meist flachgründigen Höhenzüge werden überwiegend forstwirtschaftlich genutzt. Ackernutzung im stärkeren Umfang ist im Wesentlichen auf zwei breite, fast parallel von Südwest nach Nordost verlaufende Ruhrtalzonen und die Gebiete zwischen Halbeswig, Heringhausen und Ramsbeck beschränkt.

### Naturräumliche Gliederung

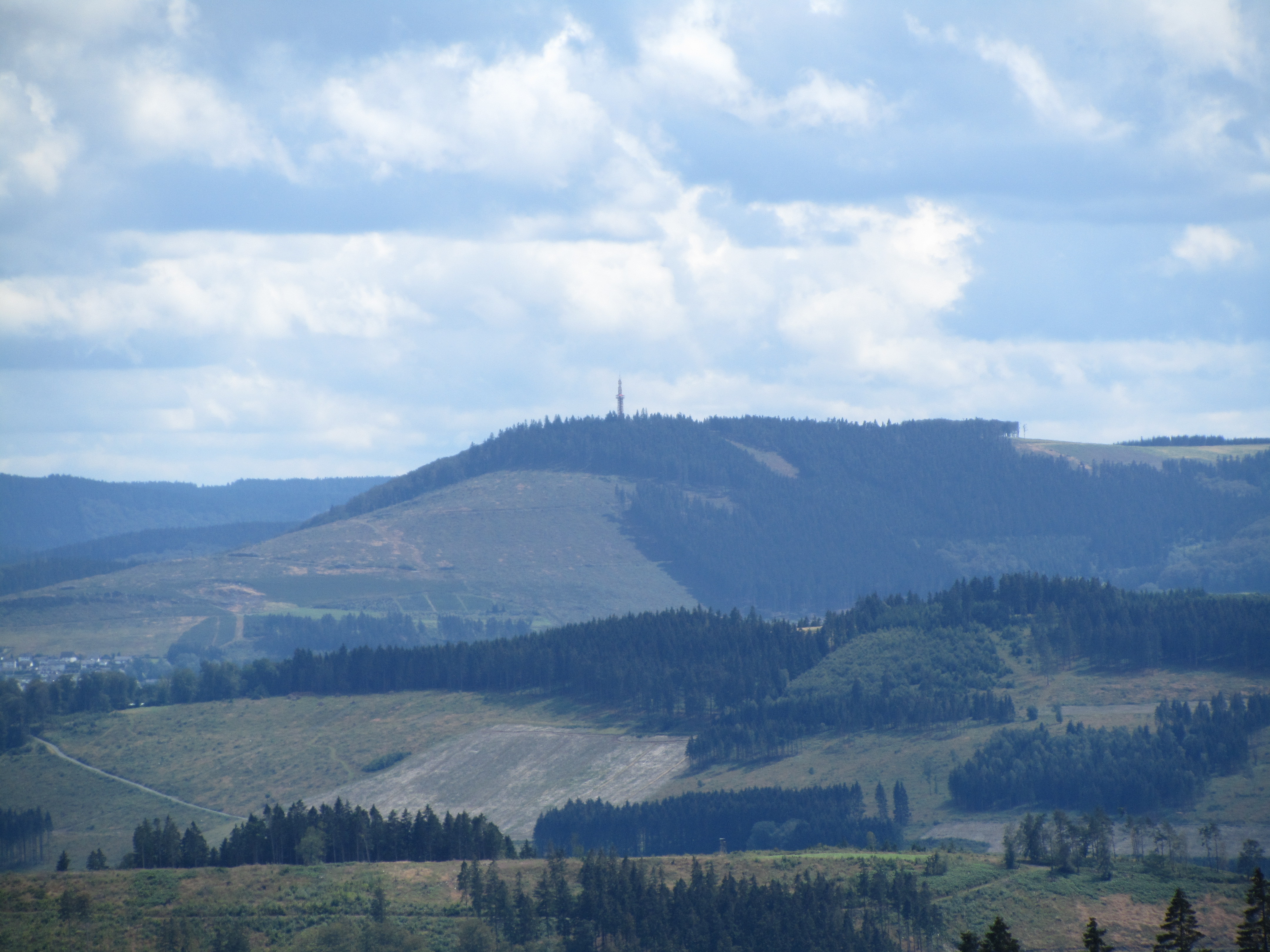
Blick vom Lörmecketurm zum Berg Stüppel mit dem Stüppelturm

Das Gemeindegebiet gliedert sich im Wesentlichen in drei unterschiedliche naturräumliche Haupteinheiten. Der nördliche Teil der Gemeinde gehört zum Arnsberger Wald. Er ist überwiegend von forstwirtschaftlicher Nutzung geprägt. Zwei Drittel des Waldes bestehen aus Nadelhölzern. Es gibt dort auch Moor-, Bruch- und Quellstandorte sowie einige Oberläufe von Fließgewässern.
Den mittleren Teil des Gemeindegebiets nimmt das Ruhrtal und seine Umgebung ein. Dort reihen sich verstärkt Siedlungsgebiete aneinander. Dazu gehören auch die früher landwirtschaftlich genutzten Unterhanganlagen. Südlich grenzen Mischnutzungsbereiche an, die bis an die Nordhänge des Bastenbergs, des Dörnbergs und des Stüppel reichen. Die Kuppen erreichen Höhen bis zu 500 m. Dazwischen befinden sich recht breite Urstromtäler, die teilweise die landwirtschaftliche Nutzung ermöglichten. Heute dominieren allerdings in der Achse Heringhausen bis Nierbachtal Weihnachtsbaumkulturen. Ökologische Sonderbedingungen herrschen in einem großen, südlich des Ruhrtals verlaufenden Diabas- und Spanganophyliumkalkzuges und einem kleinen Diabaskalkzug zwischen Heringhausen und Ramsbeck.
Der Süden des Gemeindegebiets ist geprägt vom Nordrand des Hochsauerländer Schluchtgebirges. Dort erreichen die Kuppen wie Dörnberg, Bastenberg und Stüppel eine Höhe von 700 m. Im Gebirgsland liegen auch das tief eingeschnittene Tal der Valme und seine Zuflüsse. Wegen der starken Höhenunterschiede konnte dort in der Vergangenheit kaum Landwirtschaft betrieben werden.

### Ausdehnung des Stadtgebiets und Nachbargemeinden
Das Gemeindegebiet erstreckt sich über etwa 16 Kilometer vom Arnsberger Wald im Norden bis südlich von Obervalme im Süden. Die West-Ost-Ausdehnung beträgt sieben Kilometer von Wehrstapel im Westen bis Bigge im Osten, wobei die genannten Ortschaften nicht zum Gemeindegebiet Bestwigs gehören.
Die Gesamtfläche der Gemeinde beträgt 69,36 km², davon sind etwa 8,5 km² (11,3 %) Siedlungsfläche, davon 4,92 km² (7,1 %) mit Gebäuden bestanden oder Betriebsflächen. Von den 60,83 km² Freiflächen sind 46,47 km² (67 %) Waldungen und 13,66 km² (19,7 %) landwirtschaftliche Nutzflächen. Der Freiflächenanteil von 87,7 % liegt über dem Landesdurchschnitt von 78,7 %. Ebenso ist der 67-prozentige Waldanteil überdurchschnittlich (Nordrhein-Westfalen: 25 %).
Bestwig grenzt im Uhrzeigersinn, im Nordwesten beginnend, an die Städte Warstein, Rüthen (beide im Kreis Soest), Olsberg, Schmallenberg und Meschede (alle im Hochsauerlandkreis).

### Gemeindegliederung
Die Gemeinde besteht aus 17 Ortsteilen, die den Ortschaften Velmede, Nuttlar, Ostwig, Heringhausen, Ramsbeck und Andreasberg angehören, in Klammern Einwohnerzahlen (für die Ortschaften kumuliert) und durchschnittliche Höhe über NHN (nur für einzelne Ortsteile):
| Ortschaft             | Ortsteile |
| --------------------- | --- |
| Velmede (4457 EW)     | Velmede (3086 EW; 325 m), Bestwig (1311 EW; 410 m), Nierbachtal (29 EW; 355 m), Föckinghausen (24 EW; 476 m), Halbeswig (7 EW; 400 m) |
| Nuttlar (1513 EW)     | Nuttlar (1489 EW; 365 m), Grimlinghausen (24 EW; 410 m)                                                                               |
| Ostwig (1641 EW)      | Ostwig (953 EW; 360 m), Borghausen (636 EW; 360 m), Alfert (52 EW; 307 m)                                                             |
| Heringhausen (816 EW) | Heringhausen (816 EW; 380 m) |
| Ramsbeck (1737 EW)    | Ramsbeck (1393 EW; 435 m), Berlar (134 EW; 520 m), Valme (210 EW; 460 m)                                                              |
| Andreasberg (562 EW)  | Andreasberg (454 EW; 480 m), Dörnberg (64 EW; 590 m), Wasserfall (44 EW; 700 m)                                                       |

Velmede, Nuttlar (ohne Grimlinghausen), Ostwig, Heringhausen und Ramsbeck nebst aller Teile von Andreasberg waren bis 1975 eigenständige Gemeinden im Amt Bestwig gewesen; Valme war eine solche im Amt Schmallenberg gewesen, Grimlinghausen eine im Amt Bigge.

### Klima
In Bestwig herrscht typisches Mittelgebirgsklima, das durch den im südöstlichen Westfalen vorherrschenden Übergangsbereich zwischen dem ozeanischen und dem kontinentalen Klima geprägt ist. Die Sommer waren in einigen Jahren trocken-warm, manchmal aber auch feucht-kühl. Im Winter wurden Tiefstwerte von unter −20 °C gemessen. Die Jahresniederschlagsmenge lag in den Jahren 1961 bis 1991 im Jahresmittel bei 1065,9 Millimeter pro Jahr. Die Monatsdaten können dem Klimadiagramm entnommen werden.

|                       | Jan  | Feb  | Mär  | Apr  | Mai  | Jun   | Jul   | Aug  | Sep  | Okt  | Nov  | Dez   |   |         |
| Mittl. Tagesmax. (°C) | 4    | 5    | 8    | 12   | 17   | 20    | 22    | 22   | 18   | 14   | 8    | 5     | ⌀ | 13      |
| Mittl. Tagesmin. (°C) | 0    | 0    | 2    | 5    | 9    | 12    | 13    | 13   | 11   | 8    | 4    | 1     | ⌀ | 6,5     |
|                       |      |      |      |      |      |       |       |      |      |      |      |       |   |         |
| Niederschlag (mm)     | 99,0 | 71,7 | 85,4 | 76,5 | 85,7 | 101,2 | 102,0 | 86,0 | 79,4 | 72,3 | 94,3 | 112,4 | Σ | 1.065,9 |
|                       |      |      |      |      |      |       |       |      |      |      |      |       |   |         |
| Sonnenstunden (h/d)   | 1    | 3    | 3    | 5    | 6    | 6     | 6     | 6    | 5    | 4    | 2    | 1     | ⌀ | 4       |

| 0 |

| 0 |

| 2 |

| 5 |

| 9 |

| 12 |

| 13 |

| 13 |

| 11 |

| 8 |

| 4 |

| 1 |

| 0 |

| 0 |

| 2 |

| 5 |

| 9 |

| 12 |

| 13 |

| 13 |

| 11 |

| 8 |

| 4 |

| 1 |

| N i e d e r s c h l a g | 99,0 | 71,7 | 85,4 | 76,5 | 85,7 | 101,2 | 102,0 | 86,0 | 79,4 | 72,3 | 94,3 | 112,4 |
|                         | Jan  | Feb  | Mär  | Apr  | Mai  | Jun   | Jul   | Aug  | Sep  | Okt  | Nov  | Dez   |

## Geschichte

### Frühgeschichte, Mittelalter und frühe Neuzeit
Archäologische Funde bei Heringhausen aus der Bronzezeit sowie in der Veledahöhle bei Velmede aus der Eisenzeit belegen die Anfänge der Besiedlung.
Die frühmittelalterliche Besiedlung bestand aus Weilern und Einzelhöfen. Aufgrund seiner verkehrsgünstigen Lage wurde Velmede von den Kölner Erzbischöfen zum Zentralort des Kirchspiels erhoben. Albert K. Hömberg sah die Pfarrei Velmede als die erste Missionspfarrei zu Beginn der Christianisierung der Region an. Es ist anzunehmen, dass die Ortschaft im 10. Jahrhundert aus etwa sechs Höfen bestand. In einer Stiftungsurkunde der Benediktinerabtei Grafschaft wurden die Orte Nuttlar und Velmede 1072 erstmals erwähnt. Das an der Einmündung der Valme in die Ruhr gelegene Bestwig bestand im 14. Jahrhundert aus einem Doppelhof des Stifts Meschede und einem Hof des Klosters Grafschaft. Kloster Grafschaft vergab bis zum Ende des Alten Reiches die Pfarrstelle in Velmede.
Das Gebiet bildete die Freigrafschaft Velmede und gehörte den Edelherrn von Rüdenberg mit Sitz in der Nähe von Arnsberg. Im Jahre 1296 erwarb Graf Ludwig von Arnsberg die Hälfte der Freigrafschaft; die andere Hälfte ging an den Grafen von Waldeck. Seit 1368 gehörte das Gebiet zum kurkölnischen Herzogtum Westfalen.
Bergbau wurde im Raum Ramsbeck wohl seit dem Hoch- oder Spätmittelalter betrieben. Die 1936 aufgebrachte These, dass es dort bereits um 1500 v. Chr. Bergbau gab, ist wohl nicht zu halten. Dass der überaus enge, nur 1,30 m hohe Venetianerstollen von Venetern, einem angeblich kleinwüchsigen Volksstamm der Illyrer, in den Berg gehauen wurde, ist eine Legende. Urkundlich nachgewiesen ist der Bergbau erstmals für das Jahr 1518. 1559 wurde Ramsbeck zur Bergfreiheit erhoben.
Der Beginn des Schieferabbaus ist unklar. In Nuttlar wurde das Gewerbe jedenfalls im 18. Jahrhundert als bäuerlicher Nebenerwerb offenbar mit einigem Erfolg betrieben. Daher strengten die Besitzer des Hauses Antfeld, zu dem auch Schiefergruben gehörten, 1727 einen Prozess vor dem Reichskammergericht gegen die Konkurrenz an.
Im Jahr 1759 gab es im Gericht Velmede, zu dem große Teile des heutigen Bestwigs gehörten, keine nennenswerten adligen oder klösterlichen Besitzungen. 35 ganze Bauernstellen entsprachen 14 % aller Besitzungen. Ebenfalls recht gering war die Zahl der Halbbauern mit 23 (9,2 %). Deutlich größer mit 63 (25,2 %) war die Zahl der Kötter mit nur sehr geringem Besitz. Die größte Gruppe waren die 129 Brinksitzer (51,6 %), die weitgehend ohne landwirtschaftlichen Besitz waren.

### Eisenbahn und Bergbauexpansion
Das Gebiet der heutigen Gemeinde Bestwig wurde im 19. Jahrhundert von zwei Entwicklungen entscheidend geprägt. Die eine war der Anschluss an die Eisenbahn durch den Bau der Oberen Ruhrtalbahn. Dies führte ab 1870 zum Bau des für das Sauerland bedeutenden Bahnhofs und schuf zahlreiche Arbeitsplätze, vor allem im örtlichen Bahnbetriebswerk. Durch die Bahn nahm die Einwohnerzahl, insbesondere in Bestwig selbst, deutlich zu.
Lebten dort 1864 nur 44 Einwohner, nahm die Einwohnerzahl in der „Eisenbahngemeinde“ bis 1905 auf 625 zu. Die zweite war die Expansion des Ramsbecker Blei- und Zinkbergbaus zunächst durch die Ramsbecker Gewerkschaft und seit den 1850er Jahren durch die Aktiengesellschaft für Bergbau, Blei- und Zinkfabrikation. Über Jahrzehnte war dieser Betrieb das mit Abstand größte Unternehmen im gesamten heutigen Hochsauerlandkreis. Beide Entwicklungen unterschieden das Gebiet der heutigen Gemeinde Bestwig von anderen Teilen des oberen Sauerlandes. In weiten Teilen der heutigen Gemeinde dominierte nicht die bäuerliche, sondern die Arbeiterbevölkerung.
Anders als der Typus der agrarisch-gewerblichen Mischwirtschaften, die im Übrigen ehemals kurkölnischen Sauerland vorherrschten, hatten die meisten Bergarbeiter in Ramsbeck und Andreasberg keinen nennenswerten Landbesitz. Auch über Hausbesitz verfügten sie nicht, sondern lebten in Häusern der Bergbauunternehmen. Die in den 1850er Jahren errichteten Bergarbeitersiedlungen waren die ersten in Westfalen. Kennzeichnend für den Ramsbecker Bergbau waren die schlechten Gesundheitsverhältnisse. Über die Ursachen waren sich die damaligen Experten nicht einig und konstatierten eine spezifische Bergarbeiterkrankheit, auf die man 1886/88 50 % aller Todesfälle im Ramsbecker Revier zurückführte. Nur wenig anders war die Lage an der Wende zum 20. Jahrhundert. Die meisten Bergarbeiter waren bereits mit 35 bis 40 Jahren „bergfertig“ und starben meist wenig später. Wegen der hohen Sterblichkeit der Bergarbeiter wurden die Dörfer des Ramsbecker Reviers auch als „Witwendörfer“ bezeichnet.
Bereits relativ früh gab es soziale Unruhen im Revier. Erste Streiks gab es kurz nach der Gründung der Kolonien. Nach Jahrzehnten ohne Vorkommnisse griff der große Bergarbeiterstreik von 1889 im Ruhrgebiet auch auf das Ramsbecker Revier über. Im Jahr 1897 waren die Ramsbecker Bergleute eine der ersten Gruppen, die sich außerhalb des Ruhrgebiets dem Christlichen Bergarbeiterverband anschlossen.
Tiefgreifende Folgen hatten auch die wirtschaftlichen Krisen nach dem Beginn des Ersten Weltkriegs und in der Weimarer Republik. Das Ramsbecker Revier wurde während der Weltwirtschaftskrise zum Notstandsgebiet erklärt. Dies war teilweise mit einer politischen Radikalisierung verbunden. In der Bergarbeiterkolonie Andreasberg stimmten bei der Wahl zum preußischen Landtag 1932 über 30 % für die KPD. Dies war der mit Abstand höchste Wert für diese Partei in den Kreisen Arnsberg, Meschede und Brilon.

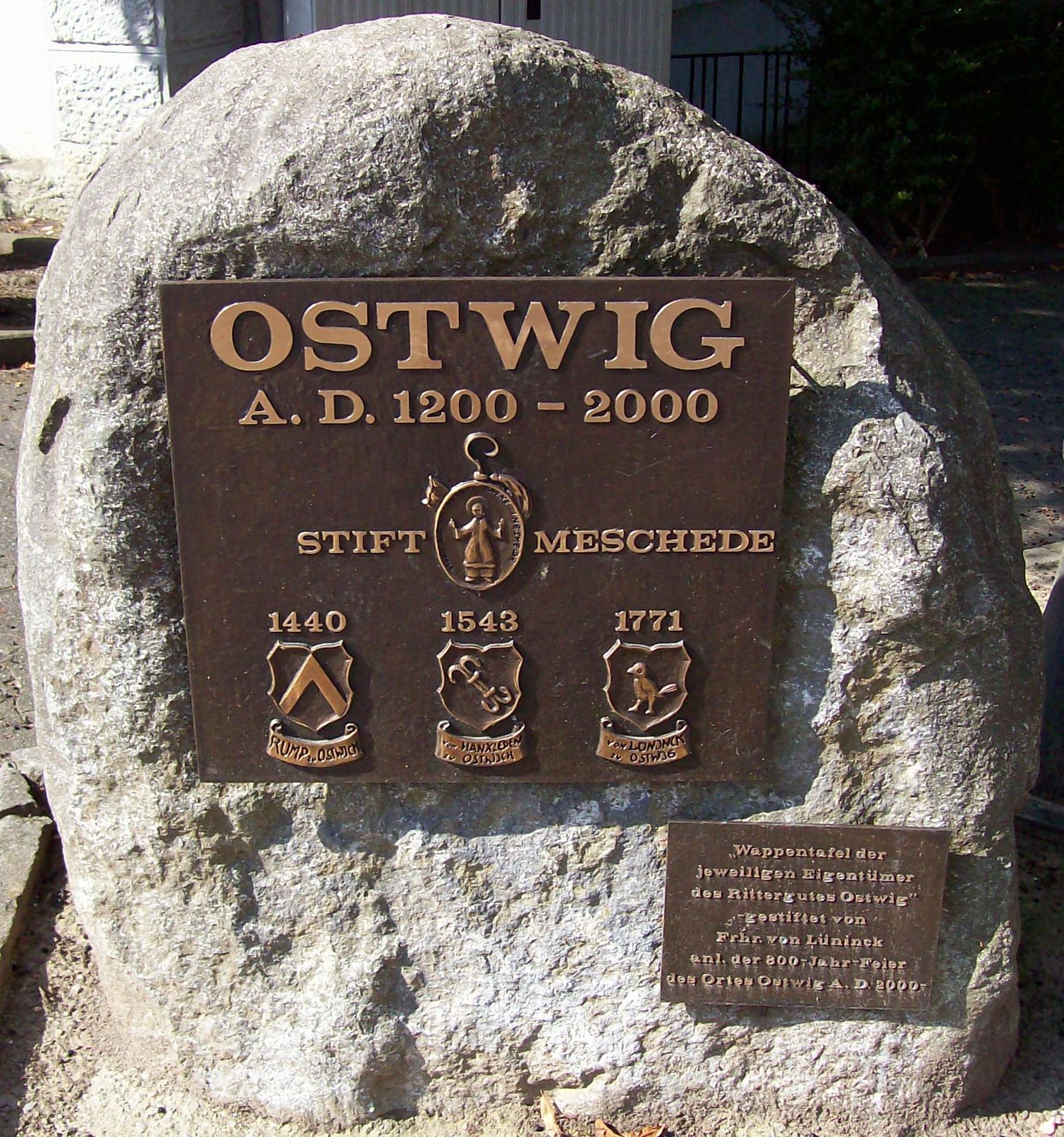
Wappentafel des Rittergutes Ostwig auf dem Kirchplatz in Ostwig

Neben der KPD konnte die NSDAP in Bestwig erst spät Fuß fassen. Eine Ortsgruppe wurde am 20. Januar 1933 in Ostwig gegründet. SA-Leute aus dem Amt Bestwig beteiligten sich an gewaltsamen Auseinandersetzungen mit Kommunisten in Freienohl.
Im Amt Bestwig dominierte bis zum Ende der Weimarer Republik die Zentrumspartei. Bei der zweiten Reichstagswahl des Jahres 1932 wählten 3082 Wahlberechtigte das Zentrum. Die zweitstärkste Kraft war die KPD mit 785 Stimmen. An dritter Stelle folgte die NSDAP mit 637 Stimmen. Die Bedeutung der SPD war mit 276 Stimmen eher gering. Die übrigen Parteien waren noch schwächer. Bei der Wahl im Januar 1933 verloren SPD 231 und KPD 582 Stimmen. Durch die Bedrohung von Rechts und Links konnte das Zentrum Stimmen hinzugewinnen und kam auf 3224. Stark zulegen konnte auch die NSDAP mit 979 Stimmen.

### Zeit des Nationalsozialismus
Der Amtsbürgermeister Walter Spangenberg hatte sich am Ende der Republik öffentlich gegen Nationalsozialisten und Deutschnationale ausgesprochen. Unmittelbar nach dem Beginn der nationalsozialistischen Herrschaft wurde er beurlaubt. Auch in den Gemeinden des Amtes wurden Zentrumsanhänger durch Nationalsozialisten ersetzt. Einige wenige leisteten Widerstand. Zu ihnen gehörte der kommunistisch orientierte Bergmann Friedrich Noll aus Ostwig, der durch die Gestapo im Dortmunder Gefängnis 1939 ermordet wurde. Zu den prominenten Persönlichkeiten der Nationalsozialisten gehörte der im Ortsteil Ostwig geborene spätere Widerstandskämpfer Ferdinand Freiherr von Lüninck. Dieser wurde 1933 nach Fürsprache Franz von Papens bei Adolf Hitler Oberpräsident von Westfalen.
Nach dem gescheiterten Attentat vom 20. Juli 1944 wurde Lüninck auf seinem Gut Haus Ostwig bei Bestwig verhaftet und am 14. November im Strafgefängnis Berlin-Plötzensee hingerichtet.

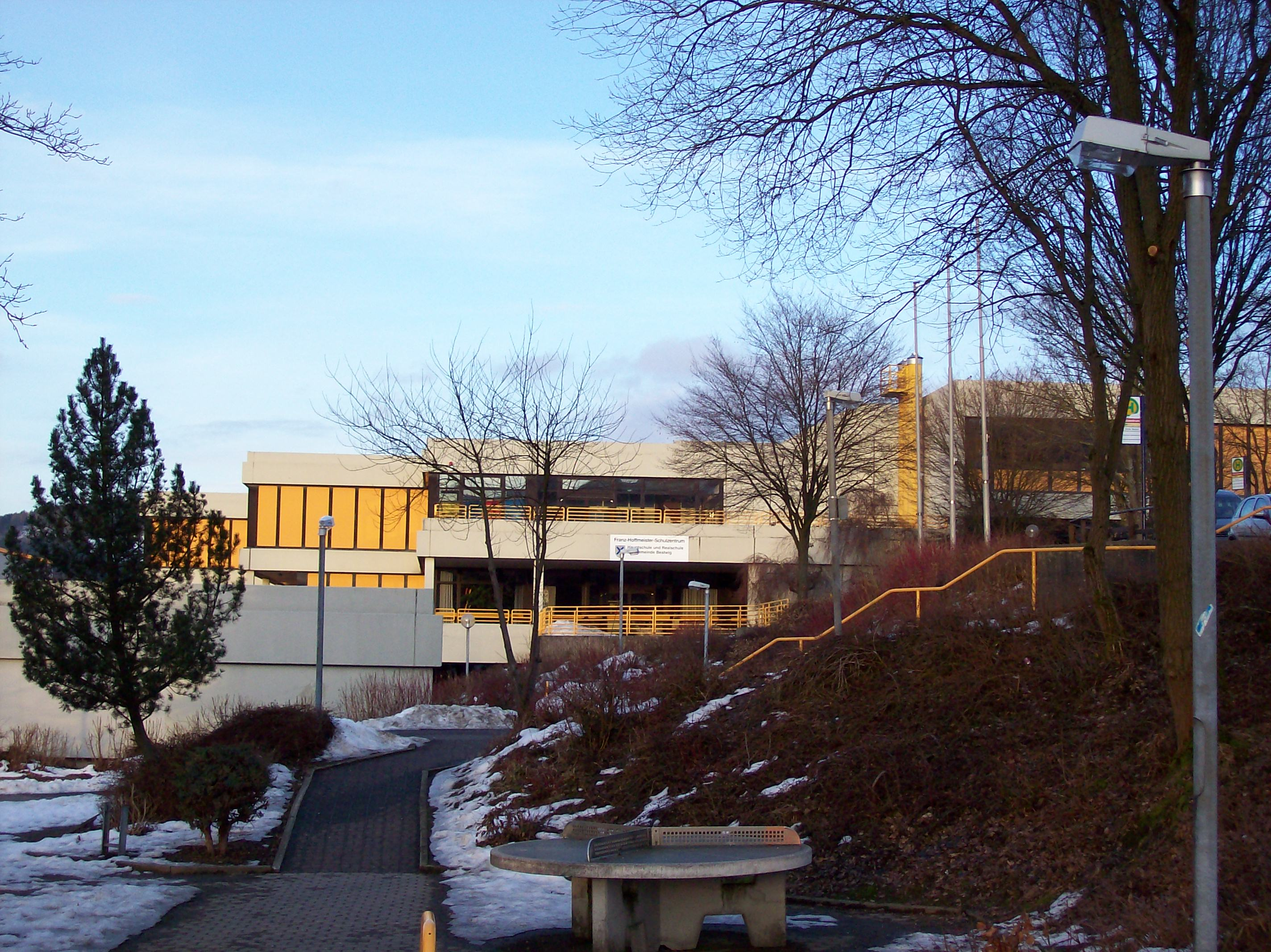
Schulzentrum

Während des Zweiten Weltkriegs war 1942 bei der Eisenbahn in Bestwig mindestens eine Kolonne jüdischer Zwangsarbeiter beschäftigt. Am 5. März 1945 wurde die 1889 erbaute evangelische Kirche in Bestwig durch einen Fliegerangriff völlig zerstört. Der Zweite Weltkrieg endete in Bestwig, als die Amerikaner am 7. April 1945 nach vorherigem Artilleriebeschuss den Ort besetzten. Beim Einmarsch sprengten die vorrückenden Truppen im Ortsteil Alfert die Ruhrbrücke an der B 7.

### Seit dem Zweiten Weltkrieg
Nach 1945 wurden die katholische Christkönig-Kirche und die evangelische Kirche neu gebaut. Die Einweihung der evangelischen Kreuzkirche fand am 7. Dezember 1952 statt. Anfang 1967 plante Karl von Wendt im Tal der Elpe bei Gevelinghausen eine Autorennstrecke, den sogenannten Sauerlandring. Die Amtsverwaltung Bestwig beteiligte sich am Stammkapital des Projektes mit 10.000 DM. Das Vorhaben scheiterte jedoch am Einspruch der Landesregierung. Zwei Jahre später wurde mit der Neuordnung des Schulwesens die Volksschulen im Gemeindegebiet aufgegeben. Es entstanden Grund- und Hauptschulen. Im Ortsteil Ostwig errichtete man später das Schulzentrum. Es war im August 1977 bezugsfertig. In den 1970er und 1980er Jahren erfolgte zudem der Ausbau der Wasserver- und Abwasserentsorgung. Die Ortskernentwicklung in Ramsbeck und Andreasberg fand nach der kommunalen Neugliederung im Jahr 1975 bis 1980 und nachfolgend bis 1990 in Bestwig statt. Das neue Rathaus wurde im Jahr 1994 errichtet.

### Ortsname
Der Ortsname ist in einer Urkunde aus der Zeit zwischen 1281 und 1313 im Personennamen Henricus Bernestwich ersturkundlich genannt. In einem Dokument von 1377 ist Bernwech geschrieben. Er setzt sich aus dem germanischen Grundwort -wik und dem Namen Bern zusammen. Als Grundform ist *Berniswik anzunehmen (‚Siedlung des Bern‘), das -t- wurde später aus lautlichen Gründen eingefügt.

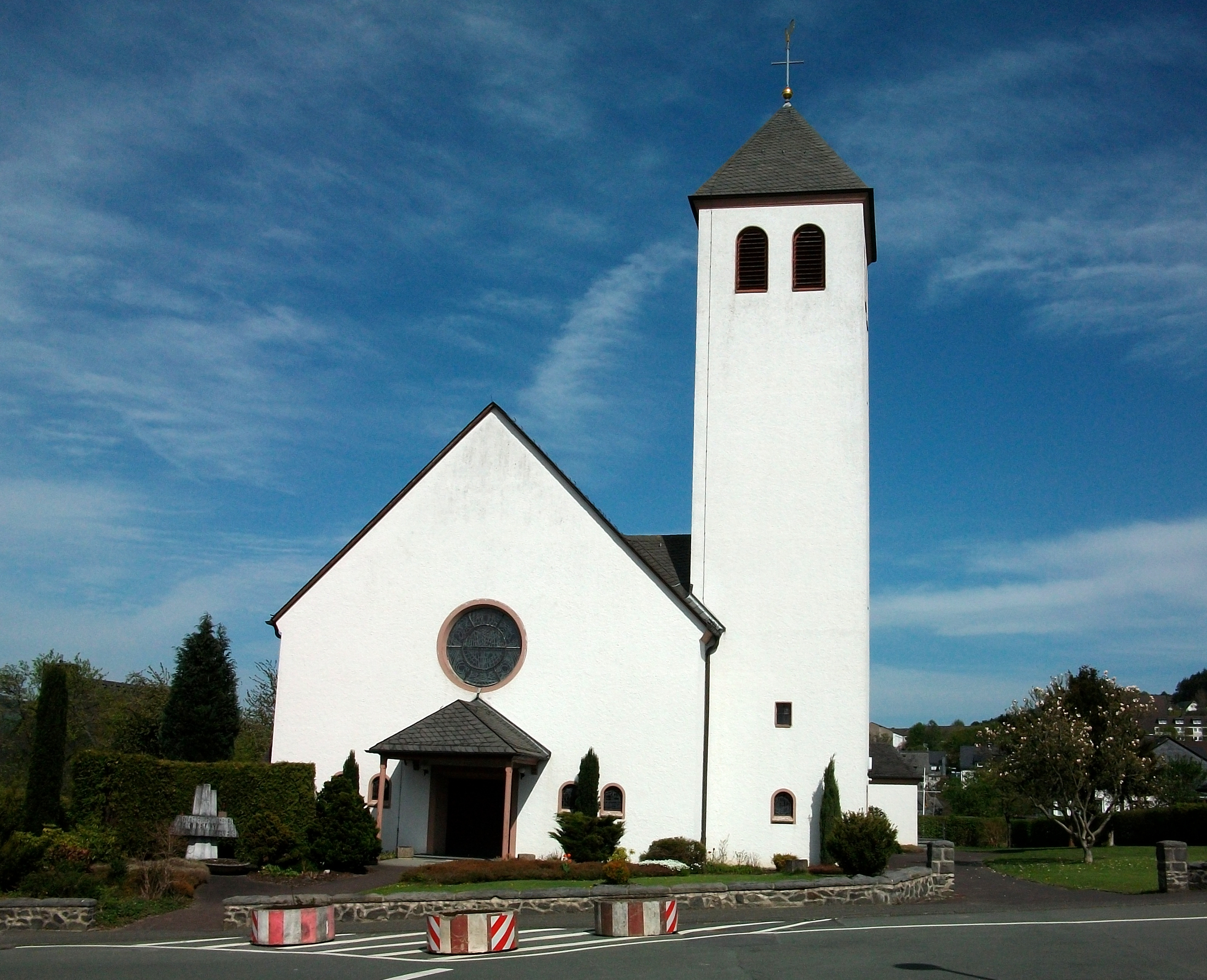
Christkönig-Kirche

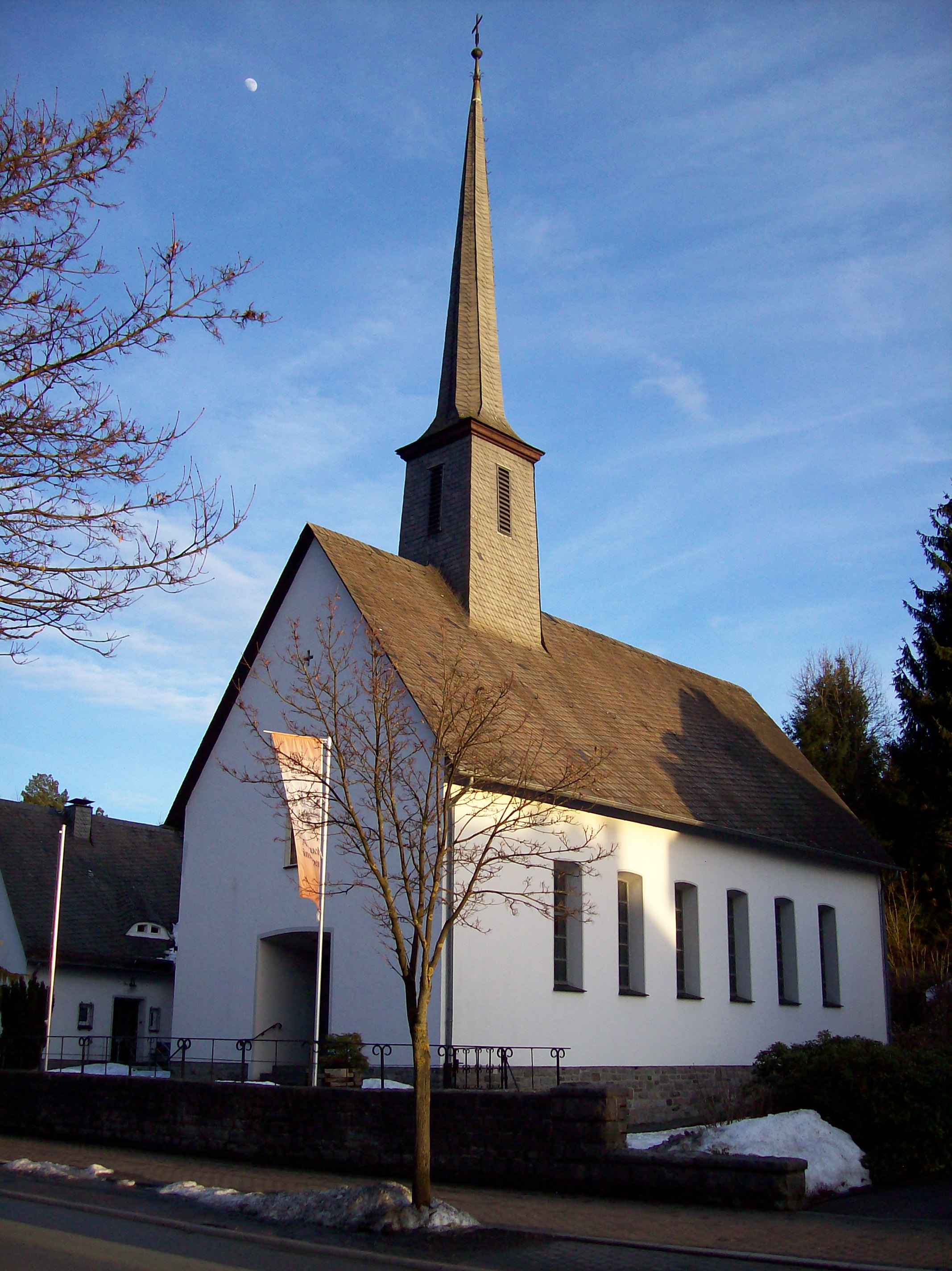
Evangelische Kirche

### Religionen
Die Einwohner des heutigen Gemeindegebietes waren bis ins 19. Jahrhundert hinein fast ausschließlich katholisch, da sie zum ehemaligen kurkölnischen Sauerland gehörten. Erst im Laufe des 19. Jahrhunderts kamen Angehörige anderer Konfessionen in nennenswerter Anzahl hinzu.
Die Einwohner der Gemeinde Bestwig waren 2011 zu 68 % katholisch und zu 12 % evangelisch. 6 % gehörten einer anderen Glaubensrichtungen an und 13 % waren konfessionslos.
Die jüdischen Einwohner gehörten zum Bereich der Synagoge Meschede.
Durch die Zuwanderung von Bergleuten aus Sachsen und dem Erzgebirge entstand in Ramsbeck-Andreasberg bereits 1855 eine evangelische Gemeinde. Dort befindet sich seit 1879 die heutige Petruskirche, die auch heute noch eine der ältesten evangelischen Kirchen im Sauerland ist.
In Bestwig führte die Eisenbahn seit den 1870er Jahren zur Bildung einer evangelischen Gemeinde. Die evangelische Kirche wurde in den letzten Kriegswochen des Zweiten Weltkrieges bei einem Bombenangriff zerstört. Bis in die 1950er Jahre diente eine Baracke als Notkirche. Der Grundstein zur neuen Auferstehungskirche wurde 1951 gelegt. Nach dem Zweiten Weltkrieg war die evangelische Gemeinde durch den Zuzug von Evakuierten und Ostvertriebenen auf 1700 Mitglieder angewachsen.
Die katholischen Kirchengemeinden in Andreasberg, Bestwig, Heringhausen, Nuttlar, Ostwig, Ramsbeck und Velmede gehören zum Pastoralverbund Ruhr-Valmetal. Die beiden evangelischen Kirchengemeinden in Andreasberg/Ramsbeck und Bestwig gehören zum Kirchenkreis Soest-Arnsberg.
In Ramsbeck gibt es die Yeni Dami Moschee.
In Bestwig befindet sich im Bergkloster eine Niederlassung der Schwestern der hl. Maria Magdalena Postel. Zwischen 1969 und 2003 war das Kloster das Mutterhaus des Ordens in Deutschland.

### Eingemeindungen
Die Gemeinde Bestwig entstand im Zuge der kommunalen Neugliederung von Nordrhein-Westfalen am 1. Januar 1975. Damals wurden mit Ausnahme einzelner Gebietsteile die Gemeinden Grimlinghausen, Heringhausen, Nuttlar, Ostwig, Ramsbeck und Velmede zur neuen Gemeinde Bestwig zusammengeschlossen. Eingegliedert wurden Gebietsteile aus den Gemeinden Antfeld, Gevelinghausen, Elpe, Bödefeld-Land, hier aus der Gemarkung Brabecke und der Gemeinde Eversberg. Das Amt Bestwig wurde aufgelöst.

### Einwohnerentwicklung
| Datum | Einwohner |
| ----- | --------- |
| 1987  | 11.318    |
| 1990  | 11.571    |
| 1991  | 11.821    |
| 1992  | 11.912    |
| 1993  | 11.929    |
| 1994  | 11.938    |

| Datum | Einwohner |
| ----- | --------- |
| 1995  | 12.148    |
| 1996  | 12.281    |
| 1997  | 12.265    |
| 1998  | 12.107    |
| 1999  | 12.063    |
| 2000  | 12.013    |

| Datum             | Einwohner |
| ----------------- | --------- |
| 31. Dezember 2001 | 12.000    |
| 2002              | 11.908    |
| 2003              | 11.833    |
| 2004              | 11.773    |
| 31. Dezember 2005 | 11.812    |
| 30. Juni 2006     | 11.685    |

| Datum             | Einwohner |
| ----------------- | --------- |
| 30. Juni 2008     | 11.371    |
| 30. Juni 2009     | 11.266    |
| 31. Dezember 2010 | 11.285    |
| 31. Dezember 2012 | 11.446    |
| 30. Juni 2013     | 11.249    |
| 31. Dezember 2022 | 10.695    |

Teile des Gemeindegebiets waren zeitweise bevorzugtes Ziel von Zuwanderern. Dies gilt insbesondere für die Zeit des Bergbaubooms der 1850er Jahre. Aber auch nach dem Zweiten Weltkrieg zog der Bergbau zahlreiche Arbeitsmigranten an. Der Anteil der ausländischen Einwohner ist immer noch überdurchschnittlich hoch und liegt bei 11,5 %. Die entsprechende Zahl für Schmallenberg liegt bei 5,2 %, für den Hochsauerlandkreis bei 6,8 % und für das Land Nordrhein-Westfalen bei 10,6 %.
Wies Bestwig bis Ende der 1990er Jahre noch eine überdurchschnittlich starke Bevölkerungsentwicklung auf, hat sich dies seit 1997 geändert. Die Bevölkerungszahlen sind noch deutlicher zurückgegangen als im Hochsauerlandkreis insgesamt. Hinsichtlich der Wanderungsbewegungen in den letzten Jahrzehnten weist Bestwig neben Hallenberg im Hochsauerlandkreis einen Negativtrend auf. Wanderungsziele innerhalb des Kreises sind die Zentren Meschede, Brilon und Arnsberg. Dies sind auch die bevorzugten Pendlerziele.
Die Bevölkerungsentwicklung wird unter Einrechnung des demographischen Wandels bis 2020 mit −6,04 % prognostiziert. Dies wäre ein deutlich höherer Bevölkerungsverlust als im Durchschnitt des Hochsauerlandkreis (−3,42 %) oder von Nordrhein-Westfalen (−1,83 %).

## Politik

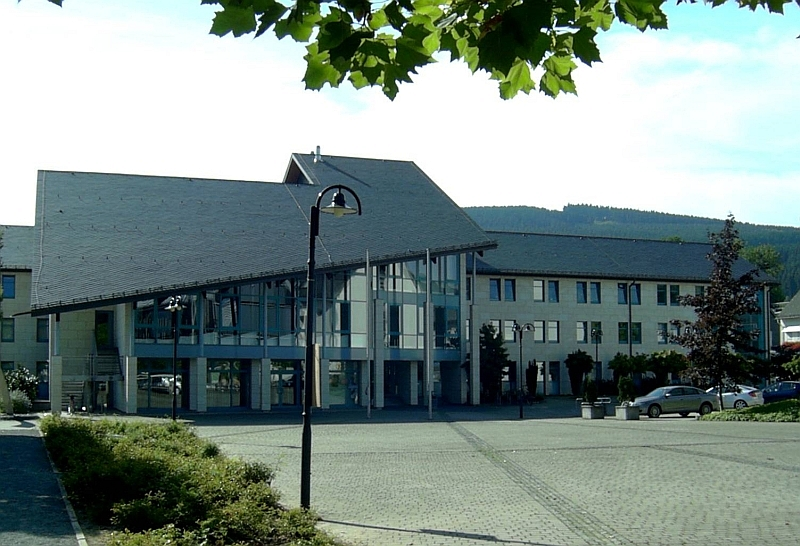
Rathaus in Bestwig

### Gemeinderat
Der Rat der Gemeinde Bestwig hat 26 Mitglieder und setzte sich über Jahrzehnte aus den Fraktionen von CDU und SPD zusammen. Einzige Ausnahme während dieser Zeit ist die Junge Liste Bestwig (JLB); eine Abspaltung junger Mitglieder der CDU Bestwig. Die JLB erzielte bei den Kommunalwahlen 1989 21,5 % der Stimmen und zog mit sieben Mandaten in den Gemeinderat ein. Als Konsequenz aus dem Streit im konservativen Lager wurde schließlich Hans-Georg Meyer der erste sozialdemokratische Bürgermeister der Gemeinde Bestwig. Seit 1999 stellt die CDU wieder den Bürgermeister.
2014 erlangte die Piratenpartei Deutschland ein Mandat im Gemeinderat.
Erstmals seit dem Zweiten Weltkrieg schaffte es somit eine dritte Partei in den Gemeinderat.
Ergebnisse der Kommunalwahlen
Bei den Kommunalwahlen 1999, 2004, 2009 und 2014 und 2020 errangen die Parteien folgende Stimmanteile und Anzahl von Sitzen im Stadtrat.
| Stimmenanteile (in %) | Stimmenanteile (in %) | Stimmenanteile (in %) | Stimmenanteile (in %) | Stimmenanteile (in %) |
| Jahr                  | CDU                   | SPD                   | Piraten               | Grüne                 |
| --------------------- | --------------------- | --------------------- | --------------------- | --------------------- |
| 1999                  | 56,6                  | 43,4                  | –                     | –                     |
| 2004                  | 62,1                  | 37,9                  | –                     | –                     |
| 2009                  | 61,7                  | 38,3                  | –                     | –                     |
| 2014                  | 57,2                  | 39,5                  | [00]2,6               | –                     |
| 2020                  | 57,1                  | 37,5                  | –                     | 5,4                   |

| Sitzverteilung | Sitzverteilung | Sitzverteilung | Sitzverteilung | Sitzverteilung |
| Jahr           | CDU            | SPD            | PIRATEN        | Grüne          |
| -------------- | -------------- | -------------- | -------------- | -------------- |
| 1999           | 15             | 11             | –              | –              |
| 2004           | 17             | 10             | –              | –              |
| [00]2009       | 17             | 11             | –              | –              |
| 2014           | 16             | 11             | 1              | –              |
| 2020           | 16             | 10             | –              | 2              |

Die Wahlbeteiligung lag bei der Kommunalwahl 2020 bei 58,87 %, 2014 bei 55,72 % und ist damit niedriger als die Wahlbeteiligung während der vorangegangenen Legislaturperiode (damals 59,6 %).

### Ergebnisse der Landtags- und Bundestagswahlen
Bei der letzten Landtags- und Bundestagswahl erhielten die Parteien in Bestwig folgende Stimmenanteile:
| Partei     | Landtagswahl 2005 | Bundestagswahl 2005 | Bundestagswahl 2009 | Landtagswahl 2010 | Bundestagswahl 2013 |
| ---------- | ----------------- | ------------------- | ------------------- | ----------------- | ------------------- |
| CDU        | 55,8 %            | 44,3 %              | 41,2 %              | 45,7 %            | 53,4 %              |
| SPD        | 32,5 %            | 37,8 %              | 28,6 %              | 33,2 %            | 34,6 %              |
| FDP        | 04,4 %            | 08,0 %              | 13,1 %              | 05,2 %            | 01,2 %              |
| Die Grünen | 02,7 %            | 03,4 %              | 05,4 %              | 06,4 %            | 03,3 %              |
| Die Linke  | [00]0(0,5 %)      | 03,7 %              | 07,7 %              | 03,8 %            | 03,3 %              |
| Sonstige   | 01,9 %            | 02,7 %              | 03,4 %              | 05,5 %            | 02,5 %              |

Die Wahlbeteiligung lag bei der Landtagswahl 2010 bei 62,5 %.

### Bürgermeister / Amtsleiter
| Amtsbürgermeister - 1945–1946: Wilhelm Henke - 1946–1948: Anton Bamfaste - 1948–1960: Karl Momper - 1960–1961: Hans Nölke - 1961–1964: Josef Hücker - 1964–1969: Georg Steinberg - 1969–1974: Gottfried Freiherr von Lüninck Amtsdirektoren - 1945–1946: Albert Klein (hauptamtlicher Amtsbürgermeister, durch die Militärregierung eingesetzt) - 1947–1956: Franz Keseberg - 1956–1971: Anton Dröge - 1971–1974: Werner Vorderwülbecke | Bürgermeister - 1975–1989: Karl Senge (CDU) - 1989–1999: Hans-Georg Meyer (SPD) - 1999–2005: Christof Sommer (CDU) (erster hauptamtlicher Bürgermeister) - seit 2005: Ralf Péus (CDU) Gemeindedirektoren - 1975–1993: Werner Vorderwülbecke - 1994–1999: Franz Josef Esser Ehren-Bürgermeister - Karl Senge (* 1926, † 8. März 2001); von 1975 bis 1989 Bürgermeister von Bestwig, davor (1967–1974) Bürgermeister von Ramsbeck; Titel Ehrenbürgermeister seit 1989 |

### Wappen
Blasonierung: In Silber ein blaues Andreaskreuz.
Beschreibung: Das Andreaskreuz im Wappen deutet auf den Patron der Velmeder Pfarrkirche, den Apostel Andreas, hin. Die Farben Silber (Weiß) und Blau repräsentieren die Zugehörigkeit zur ehemaligen Grafschaft Arnsberg. Die amtliche Genehmigung erfolgte am 25. Februar 1977.

### Städtepartnerschaften
Die Gemeinde pflegt Kontakte zu den Gemeinden Niederorschel in Thüringen und Niederwiesa in Sachsen. Die freundschaftlichen Beziehungen zur Partnergemeinde Niederwiesa entstanden Anfang 1990 durch die Hilfe der Gemeinde Bestwig beim Aufbau der kommunalen Selbstverwaltung Niederwiesas. Die partnerschaftliche Beziehung zur Gemeinde Niederorschel geht ebenfalls in das Jahr 1990 zurück. Damals kam es zwischen dem Niederorscheler Kirchenchor St. Marien und dem Chor in Bestwig-Velmede zu Kontakten, denen gegenseitige Besuche folgten.

## Kultur und Sehenswürdigkeiten
Für kulturelle Veranstaltungen werden verschiedene Räumlichkeiten genutzt. Der Bürgersaal im Rathaus verfügt über eine Bühne mit Lichttechnik und bietet Platz für 400 Personen. Kleinere Veranstaltungen, wie Lesungen, Ausstellungen und musikalische Darbietungen, finden im Foyer oder im Bürgertreff des Rathauses, in der Kundenhalle der Sparkasse, im Treibhaus der Gärtnerei Droste und in der Begegnungsstätte Junkern Hof in Ramsbeck statt. Eine Bühne für Musikkonzerte und Kabarett gibt es in der Schützenhalle im Ortsteil Velmede. Auch die Dreifaltigkeitskirche im Bergkloster wird für Veranstaltungen genutzt.
Neben anderen Vereinen organisiert seit 1989 der ehrenamtlich tätige Verein Kultur pur kulturelle Veranstaltungen aller Art. Mit einer eigenen Theatergruppe, die aus etwa 20 Personen im Alter von 5 bis 55 Jahren besteht, ließ er 2004 das Schwarze Theater mit speziellem UV-Licht wieder aufleben.

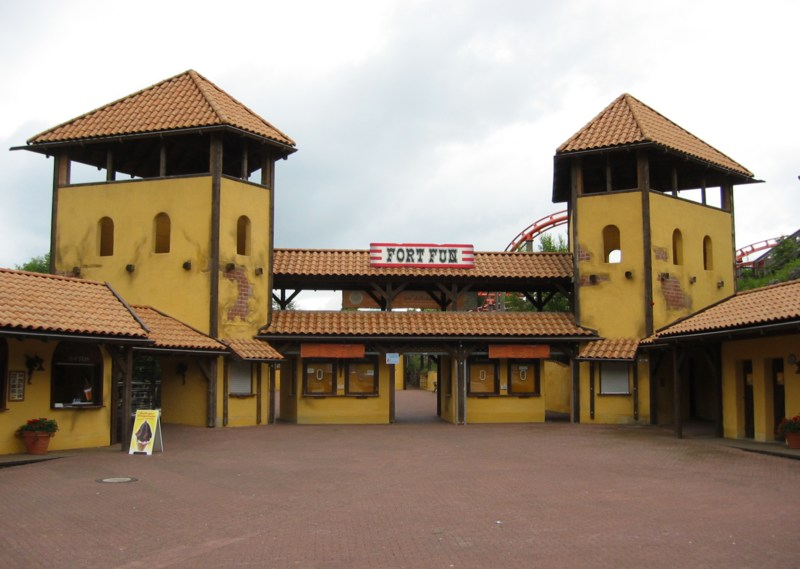
Fort Fun Abenteuerland

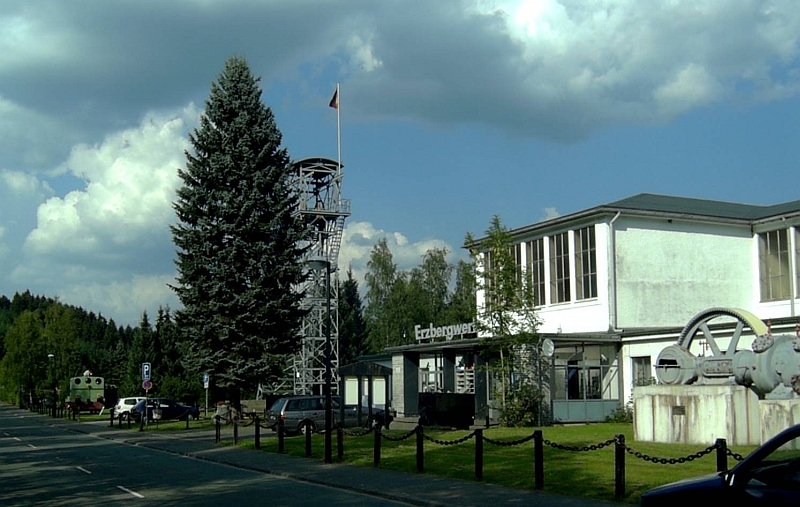
Erzbergwerk Ramsbeck (Förderturm und Museumseingang)

### Museen
Das ehemalige Erzbergwerk Ramsbeck ist ein Bergbaumuseum. Neben dem Besuch der Ausstellung ist auch eine Fahrt unter Tage möglich.

### Bauwerke
In der Gemeinde gibt es 66 Baudenkmäler. Die Liste der Baudenkmäler in Bestwig listet alle Baudenkmäler mit einer kurzen Beschreibung auf.
Die Alte Kornmühle Ramsbeck, auch Wassermühle Ramsbeck genannt, stammt aus der Zeit um 1600 und hatte früher drei Wasserräder und Mahlgänge. Sie war in Westfalen-Lippe die einzige ihrer Art. Der Innenausbau wurde zuletzt 1810 erneuert, die Mühlentechnik zuletzt um 1860. Gemahlen wurde in der Mühle bis zu ihrer Schließung im Jahre 1958. 1983 wurde sie unter Denkmalschutz gestellt. 2014 wurde sie nach dem ersten Bauabschnitt der Restaurierung mit einem neuen Mahlstand wieder eingeweiht und als Schaumühle in Betrieb genommen.
Das Haus Ostwig im Ortsteil Ostwig wurde im 15. Jahrhundert zu einem Rittergut ausgebaut. Als Lehnsgut fand es bereits 1200 in einer Urkunde des Stiftes Meschede Erwähnung. Das 1670 in ein zweigeschossiges Herrenhaus umgebaute Gebäude ist in Privatbesitz.
Auf dem Berg Stüppel wurde 2001 im Fort Fun Abenteuerland vom Betreiber und einem Mobilfunkanbieter ein 57 Meter hoher Stahlfachwerkturm, der sogenannte Stüppelturm errichtet. Die Eröffnung erfolgte am 29. April 2001. Von der Aussichtsplattform auf 30 Meter Höhe hat man einen weiten Blick ins umliegende Sauerland. Der Turm dient als Station für Mobilfunknetze.

### Natur- und Landschaftsschutz
Seit dem 20. Mai 2008 gibt es für das Bestwiger Gemeindegebiet einen Landschaftsplan, in dem die Flächen außerhalb der bebauten Ortsteile und des Geltungsbereichs eines Bebauungsplans als Landschaftsschutzgebiet ausgewiesen wurden, sofern kein höherer Schutzstatus wie beispielsweise Naturschutzgebiet (NSG) besteht.
Die Landschaftsschutzgebiete sind in die Typen A, B und C unterteilt, in denen unterschiedliche Auflagen zum Schutz der Natur einzuhalten sind. Im Landschaftsschutzgebiet Typ A, Allgemeiner Landschaftsschutz, ist unter anderem das Errichten von Bauten verboten. Im Typ B, Ortsrandlagen und Landschaftscharakter, sind zusätzlich Erstaufforstungen, auch die Neuanlage von Weihnachtsbaumkulturen, verboten. Beim Typ C, Wiesentäler und bedeutsames Extensivgrünland besteht zusätzlich ein Umwandlungsverbot von Grünland und Grünlandbrachen. Vom Landschaftsschutzgebiet Typ A gibt es im Gemeindegebiet nur das großräumige Landschaftsschutzgebiet Bestwig mit 4912,1 Hektar (ha). Vom Typ B gibt es 10 Gebiete mit insgesamt 622,3 ha, die zwischen 6,5 und 200,9 ha groß sind. Beim Typ C gibt es sechs Gebiete mit 101,7 ha, die zwischen 4,9 und 49,7 ha groß sind.
Der Norden des Gemeindegebiets ist ab der Ruhr Teil des Naturparks Arnsberger Wald.

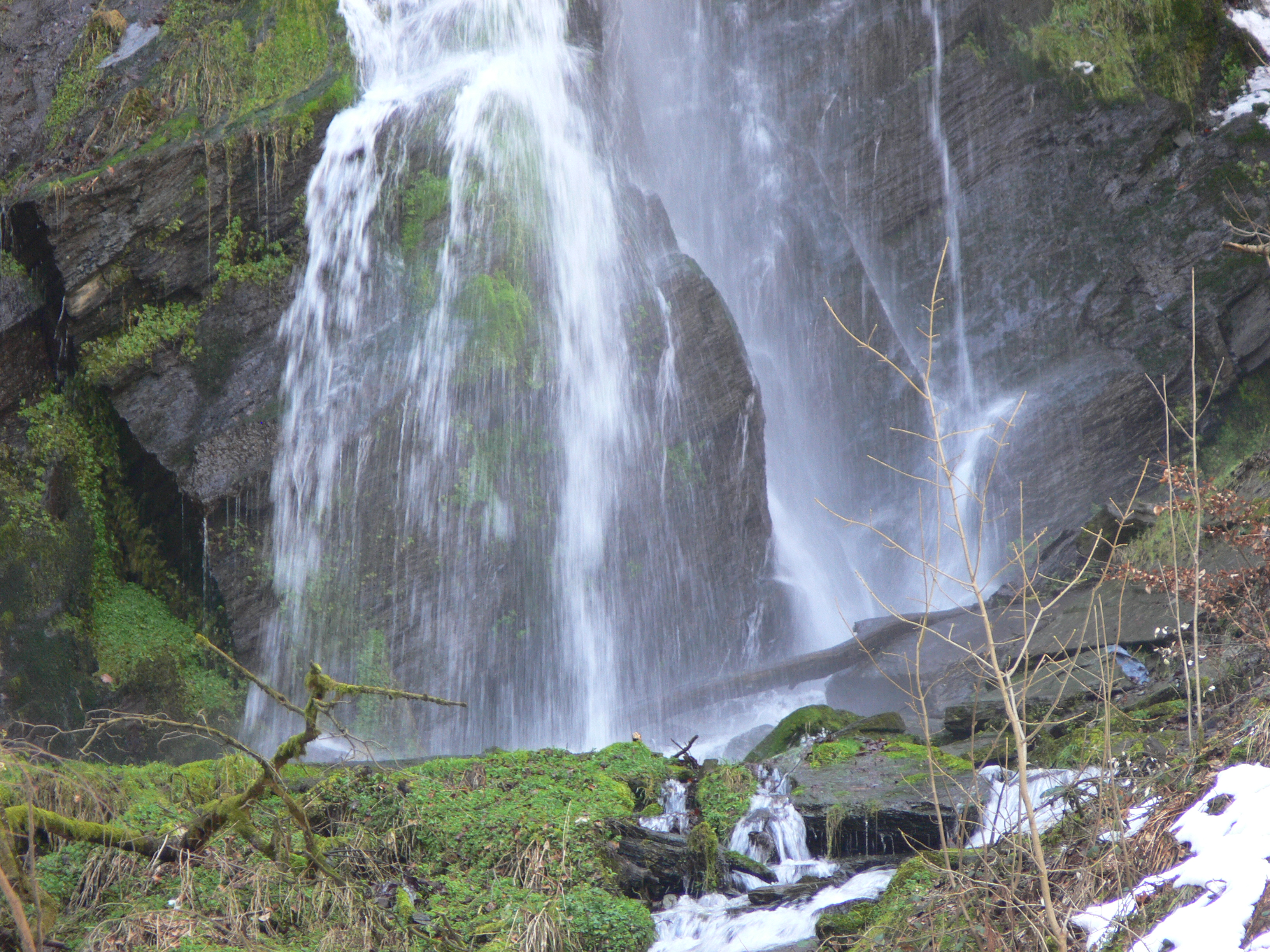
Plästerlegge

Es gibt insgesamt 32 Naturschutzgebiete unterschiedlicher Größe, die insgesamt 442 Hektar umfassen. Im NSG Plästerlegge – Auf’m Kipp befindet sich die Plästerlegge, was im niederdeutschen Dialekt etwa Plätscherfelsen bedeutet. Die Plästerlegge ist mit etwa 20 Meter Fallhöhe der höchste natürliche Wasserfall Nordrhein-Westfalens. Zumindest teilweise sind das Lörmecketal, das Ruhrtal, die Bergbauhalden bei Ramsbeck, die Höhlen und Stollen bei Olsberg und Bestwig sowie die Schluchtwälder bei Elpe als Europäische Schutzgebiete (FFH-Gebiete) ausgewiesen. Die großen, oft aus mehreren Teilflächen bestehenden FFH-Gebiete umfassen meist mehrere Naturschutzgebiete und Flächen anderer Schutzkategorien. So gehört die Plästerlegge zum FFH-Gebiet Schluchtwälder bei Elpe. Dort kommen zahlreiche seltene, auf diesen Lebensraum angepasste Pflanzenarten vor. Im FFH-Gebiet Halden bei Ramsbeck gibt es extrem seltene Schwermetallrasen mit einer speziellen Schwermetallvegetation aus Moosen, Flechten und Pflanzen, die auf dem schwermetallhaltigen Haldenmaterial gedeiht, unter anderem mehrere tausend Pflanzen der Hallerschen Schaumkresse.
Im aus zehn Teilgebieten bestehenden FFH-Gebiet Höhlen und Stollen bei Olsberg und Bestwig gibt es zehn Höhlen bzw. Stollen, darunter die Veledahöhle. Die Höhlen und Stollen sind ein Winterquartier für Fledermäuse. Bemerkenswert sind die je 50 bis 100 Exemplare von Großes Mausohr und Teichfledermaus, wobei der Bestand von Jahr zu Jahr leicht schwankt. Die Teichfledermäuse kommen aus den Niederlanden zum Überwintern ins Sauerland. Die Veledahöhle ist das einzige Dauerquartier der Nordfledermaus in Nordrhein-Westfalen (NRW). Die Nordfledermaus hat in diesem Schutzgebiet ihr Kern- und Ausbreitungsgebiet in NRW. Ferner gibt es in dem Gebiet höhlenbewohnende wirbellose Höhlenkrebse.

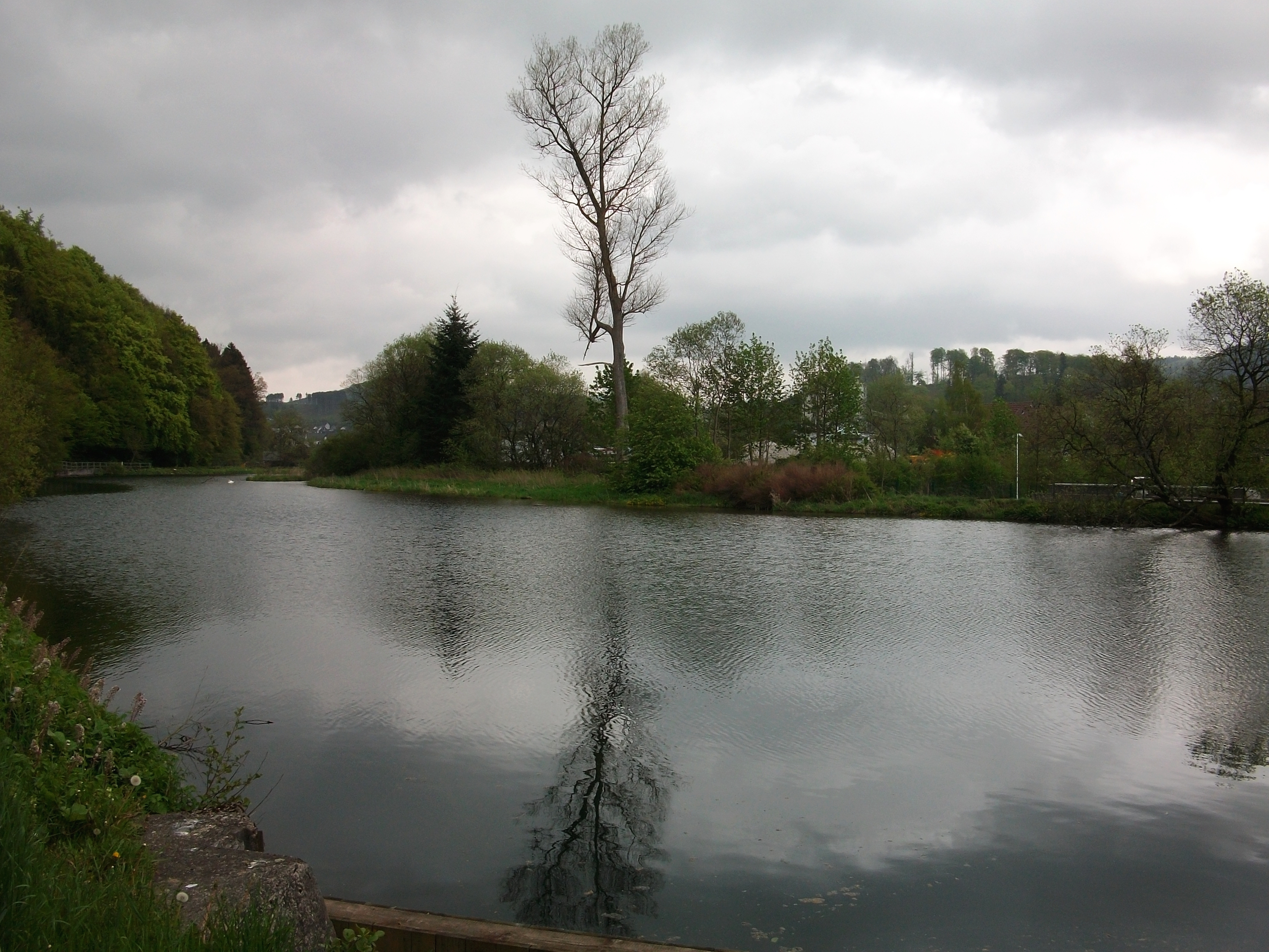
Stausee Laufwasserkraftwerk Alfert

Im Gemeindegebiet befinden sich auch 25 geschützte Landschaftsbestandteile mit 25,5 ha Fläche, 134 gesetzlich geschützte Biotope mit ca. 151 ha Fläche, die zugleich in Flächen anderer Schutzkategorien liegen, und 13 Naturdenkmale. Bei sechs Naturdenkmalen handelt es sich um alte Einzelbäume oder bemerkenswerte Baumgruppen, während die anderen 7 Naturdenkmale Felsen mit einer Fläche von 5,87 ha sind. Unter den als geschützte Landschaftsbestandteile ausgewiesenen Flächen befindet sich auch der Venetianerstollen, der zugleich als Bodendenkmal geschützt ist. Weitere Bodendenkmale sind die Veledahöhle, zugleich NSG, und der Friedhof am Schlinksiepenkopf.
Neben anderen Vogelarten kommen in Bestwig die Großvogelarten Schwarzstorch, Uhu und Rotmilan vor.

### Sport und Freizeit
In Bestwig gibt es sieben Sportplätze, fünf Turnhallen, fünf Tennisplätze, ein Hallenbad und 22 Sportvereine. In Wasserfall betreibt der Freizeitpark Fort Fun einen Ankerlift und einen Sessellift. Das Gemeindegebiet wird unter anderem vom Fernwanderweg Astenweg berührt. Der Bestwiger Panoramaweg führt über die Höhen des Feriengebietes Bestwig. Ebenso führt der Ruhrtalradweg durch Bestwig.
In Nuttlar fand zwischen 1965 und 1984 mit dem ADAC Sauerland-Bergpreis eines der bedeutendsten Bergrennen in Deutschland statt.
Von Arnsberg aus über Bestwig führt die Hauptwanderstrecke Friedrich-Wilhelm-Grimme-Weg nach Olsberg zu den Bruchhauser Steinen.
Im Valmetal liegt ein Klettergebiet im ehemaligen Steinbruch Am Bähnchen. Es gibt im Bruch 25 Kletterrouten mit einer maximalen Kletterhöhe von 35 m.

### Regelmäßige Veranstaltungen
In mehreren Ortschaften finden jährlich Schützenfeste statt. Sitzungskarneval wird ebenfalls in einigen Ortsteilen gefeiert. Einen Karnevalsumzug gibt es nur in Heringhausen. Der Bestwiger Kultursommer Kultur pur findet seit 1989 statt. Seit 2003 werden vom Sielmann-Natur-Ranger-Team Bestwig, das im April 1997 ins Leben gerufen wurde, regelmäßig Fledermaussafaris durchgeführt, die im Ortsteil Ostwig beginnen. Nach einer kurzen Wanderung erfahren nicht nur Kinder und Jugendliche unter dem Motto Sehen aber nicht stören spielerisch Wissenswertes über Fledermäuse.

## Wirtschaft und Infrastruktur

### Wirtschaftsgeschichte
Neben der Land- und Forstwirtschaft spielte seit dem 19. Jahrhundert der Bergbau insbesondere in Ramsbeck und Andreasberg eine große Rolle. In Nuttlar hatte der Schieferabbau im 19. Jahrhundert einen großen Aufschwung. Ein Traditionsunternehmen in Nuttlar war bis 2005 eine Schnapsbrennerei mit der Marke Ganz alter Schneider. Sie besteht weiter, wird aber nicht mehr vor Ort produziert.
In Bestwig selbst war das Betriebswerk der Eisenbahn von großer Bedeutung. Die Betreiberin der Ruhrtalbahn, die Bergisch-Märkische Eisenbahn-Gesellschaft, baute 1873 in Bestwig eine Lokomotivstation. Im Jahr 1918 wurde das Werk weiter ausgebaut und nahm 1924 den Betrieb auf. Seit 1968 war es eine Außenstelle des Bahnbetriebswerks Hagen und verlor 1982 seine Bedeutung. Die Drehscheibe und das Dach des Ringlokschuppens wurden entfernt.
Neben der Fernbahn gab es die 750-Millimeter-Schmalspurbahn, das sogenannte Bähnchen. Sie nahm 1897 von Ramsbeck nach Bestwig den Dienst auf. Die Strecke führte vom Bestwiger Bahnhof entlang der Valme über Heringhausen nach Ramsbeck. Im Jahr 1952 wurde die Bahn stillgelegt und die Gleisanlagen abgebaut.
Das Erzbergwerk Bergwerk in Ramsbeck wurde 1974 und das Bahnbetriebswerk 1981 geschlossen. Der Schieferabbau wurde 1984 eingestellt.
Es existierten viele weitere Bergwerke in Bestwig.

### Wirtschaftsstruktur
Durch die Ansiedlung kleinerer Betriebe unter anderem im Fahrzeugbau und der Gießerei konnte der Verlust der Arbeitsplätze teilweise aufgefangen werden. Größter Arbeitgeber ist die Firma Tital, ein 1974 gegründetes Gemeinschaftsunternehmen von Honsel und W. C. Heraeus mit Produkten aus Titan- und Aluminiumlegierungen. Bereits seit 1890 besteht ein Zweigwerk der M. Busch aus dem benachbarten Meschede-Wehrstapel. In den Ortsteilen Alfert, Heringhausen und Velmede befinden sich drei Laufwasserkraftwerke der Mainzer Stadtwerke.
Im Jahr 2002 wurden insgesamt 2891 sozialversicherungspflichtige Arbeitsplätze gezählt. Davon entfiel der größte Teil (987) auf das verarbeitende Gewerbe. Im Dienstleistungssektor (ohne Berücksichtigung der öffentlichen Verwaltung) waren 772 Personen und im Handel 319 Menschen tätig. Im ehemals starken Verkehrssektor (Bahn) waren 2002 nur noch etwa 100 Beschäftigte tätig.
Obwohl Bestwig mit Fort Fun eine überregional bedeutende Freizeiteinrichtung besitzt, ist die Bedeutung des Tourismus insgesamt begrenzt. Die Anzahl der Übernachtungen pro 1000 Einwohner liegt bei 9167. Dies ist zwar deutlich mehr als in NRW insgesamt (2129), aber weniger als im Hochsauerlandkreis (12.694) oder in Schmallenberg (23.633).

### Verkehr
Bestwig liegt an der A 46 und an der L 776. Die bisher durch den Ort verlaufende Bundesstraße 7 wurde nach Eröffnung der Autobahnverlängerung Ende 2019 bis kurz vor Olsberg zur Landesstraße 743 herabgestuft. Die neugebaute Talbrücke Nuttlar mit einer Höhe von 115 m ist seit Eröffnung der A 46 die höchste Talbrücke in Nordrhein-Westfalen.

#### Schiene / Öffentlicher Personennahverkehr

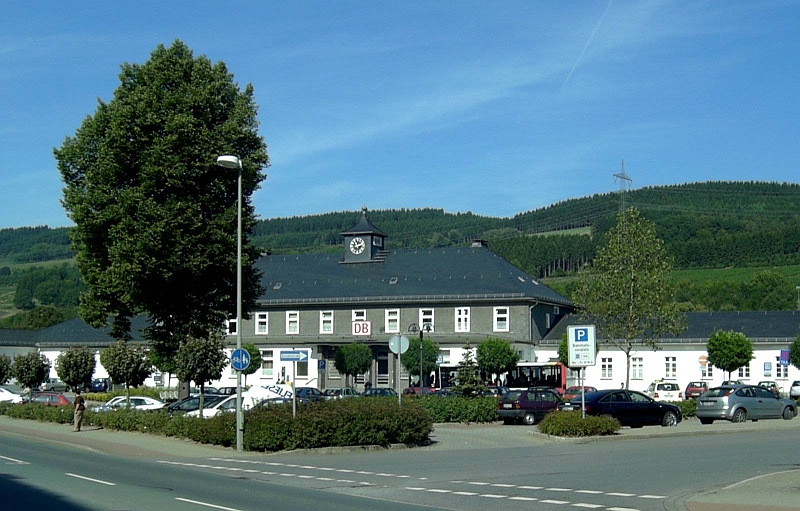
Bahnhof Bestwig

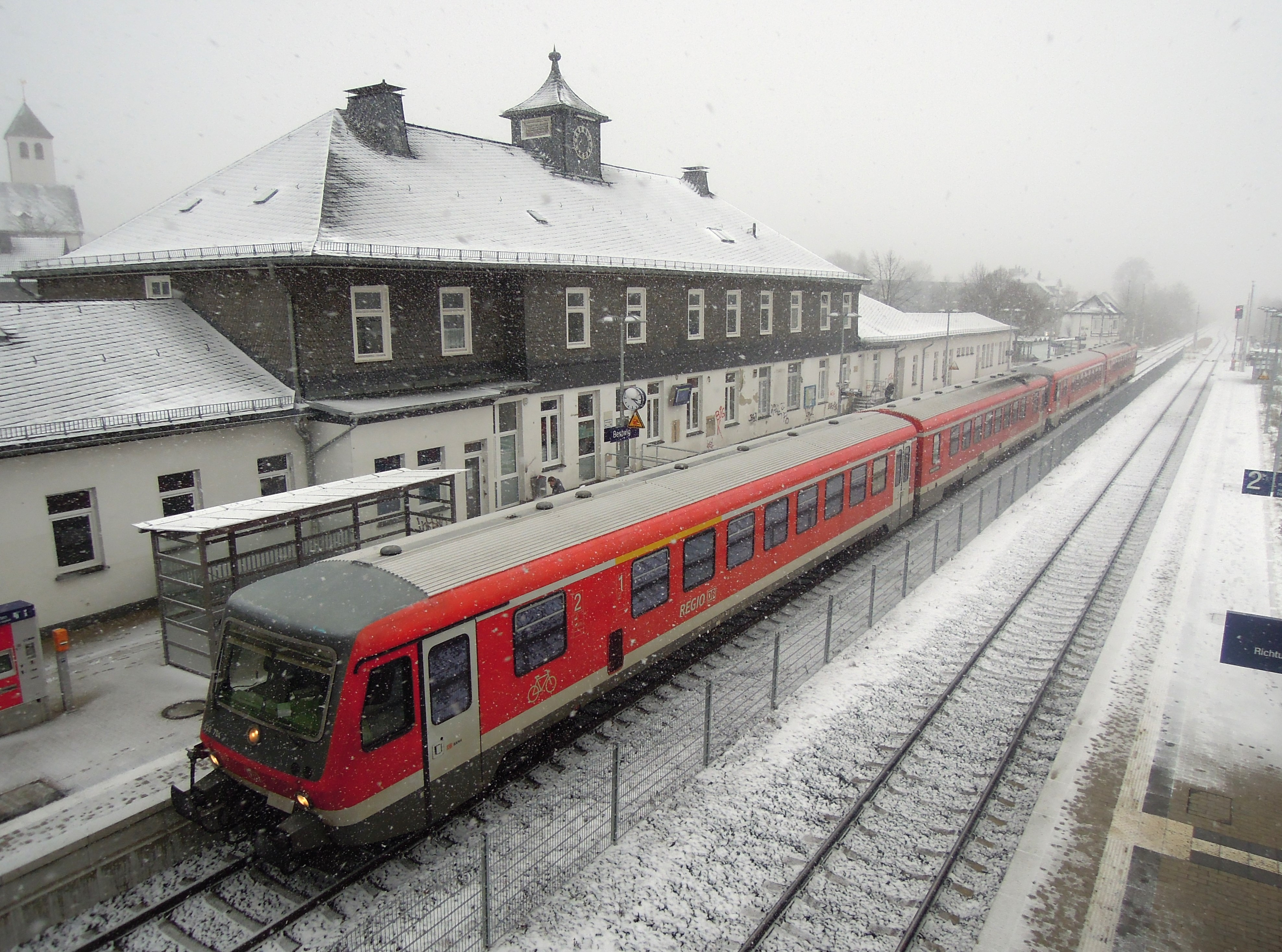
DB-Baureihe 628 im Bahnhof Bestwig

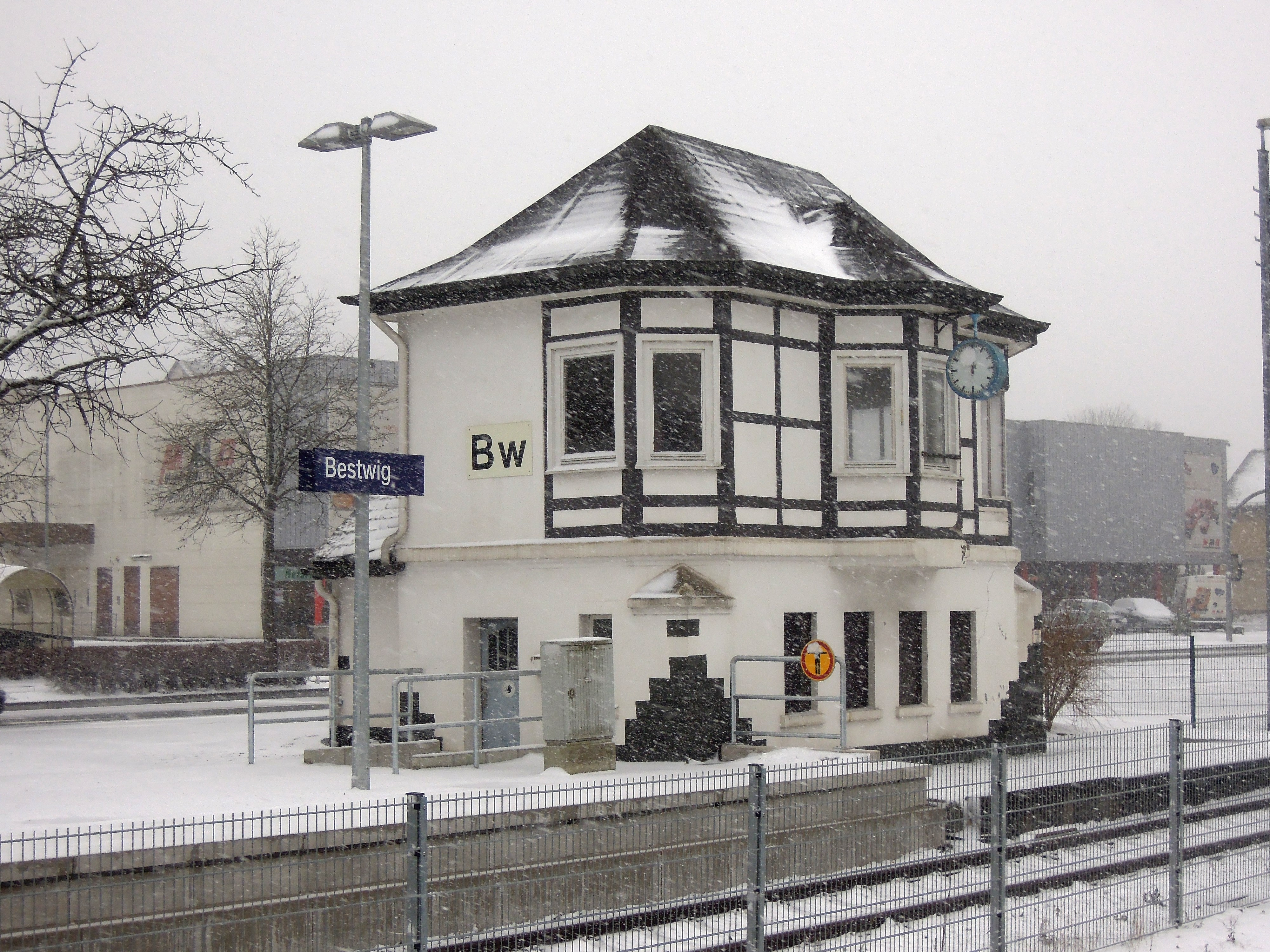
Stellwerk Bw

Der Bahnhof Bestwig liegt an der Oberen Ruhrtalbahn zwischen Schwerte und Warburg. Im Ortsteil Nuttlar zweigt die Bahnstrecke Nuttlar–Frankenberg ab. Bedient wird der Bahnhof vom Sauerland-Express (RE 17) und vom Dortmund-Sauerland-Express (RE 57).
| Linie | Verlauf | Takt |
| ----- | --- | --- |
| RE 17 | Sauerland-Express: Hagen Hbf – Schwerte (Ruhr) – Fröndenberg – Wickede (Ruhr) – Neheim-Hüsten – Arnsberg – Oeventrop – Freienohl – Meschede – Bestwig – Olsberg – Brilon Wald Linienast 1: – Brilon Stadt Linienast 2: – Hoppecke – Messinghausen – Beringhausen – Bredelar – Marsberg – Westheim (Westf) – Scherfede – Warburg (Westf) Linienast 3: – Willingen Stand: Fahrplanwechsel Dezember 2024 | 60 min Hagen – Brilon Stadt morgens Hagen – Warburg Clubsaison Hagen – Willingen                                              |
| RE 57 | Dortmund-Sauerland-Express: Dortmund Hbf – (Dortmund Signal-Iduna Park)* – Dortmund-Hörde – (Dortmund Aplerbeck Süd – Schwerte)* – Fröndenberg – Wickede (Ruhr) – Neheim-Hüsten – Arnsberg (Westf) – Oeventrop – Freienohl – Meschede – Bestwig Linienast 1: – Olsberg – Brilon Wald – Hoppecke – Messinghausen – Beringhausen – Bredelar – Marsberg – Westheim (Westf) – Scherfede – Warburg (Westf) Linienast 2: – Bigge – Siedlinghausen – Silbach – Winterberg (Westf) Linienast 3: – Olsberg – Brilon Wald – Brilon Stadt * Halt abends Stand: Fahrplanwechsel Dezember 2024 | 60 min (Dortmund–Bestwig) 60 min (Bestwig – Warburg) 120 min (Bestwig–Winterberg) Einzelzüge morgens, abends (Bestwig–Brilon) |

Bis Anfang der 1980er Jahre besaß Bestwig ein eigenes Bahnbetriebswerk mit Rundschuppen und Drehscheibe, das am 1. Mai 1982 in eine Außenstelle des Bahnbetriebswerkes Hagen umgewandelt und später ganz geschlossen wurde. Wasserturm und Wasserkran der Anlage wurden unter Denkmalschutz gestellt.
Im öffentlichen Personennahverkehr wird Bestwig hauptsächlich durch drei RegioBus-Linien erschlossen. Sie verbinden die einzelnen Ortsteile miteinander und stellen den Linienverkehr zu den Umlandgemeinden her. Darüber hinaus werden zwei Bürgerbus-Linien, eine TaxiBus-Linie und eine Nachtbus-Linie angeboten. Innerhalb von Bestwig gilt der Westfalentarif. Durchgeführt werden die Verkehre durch die Regionalverkehr Ruhr-Lippe und die Westfalenbus GmbH bzw. durch von den Unternehmen beauftragte Subunternehmen.
Buslinien innerhalb der Gemeinde Bestwig:
- R 74 (Brilon Markt –) Nuttlar – Ostwig – Bestwig – Velmede (– Meschede)
- R 75 (Olsberg –) Ostwig – Nuttlar – Bestwig – Velmede (– Meschede)
- 471 Bestwig – Heringhausen – Ramsbeck – Andreasberg – Wasserfall
- B 1 Bestwig – Velmede – Föckinghausen
- B 2 Bestwig – Velmede – Halbeswig – Berlar – Ramsbeck – Obervalme – Untervalme
- T 73 Berlar – Halbeswig – Nierbachtal (– Meschede)
- N 3 (Olsberg –) Ostwig – Nuttlar – Bestwig – Velmede (– Arnsberg)

#### Luftverkehr
Die nächsten Verkehrsflughäfen sind der Flughafen Dortmund und der Flughafen Paderborn/Lippstadt.

### Medien
In Bestwig erscheinen als Tageszeitungen mit Ortsausgabe die zur WAZ-Mediengruppe gehörende Westfalenpost und Westfälische Rundschau. Außerdem erscheint mittwochs und sonntags der kostenlose Sauerlandkurier. Der lokale Hörfunk wird durch Radio Sauerland über den Sendestandort Meschede bedient.

### Bildung

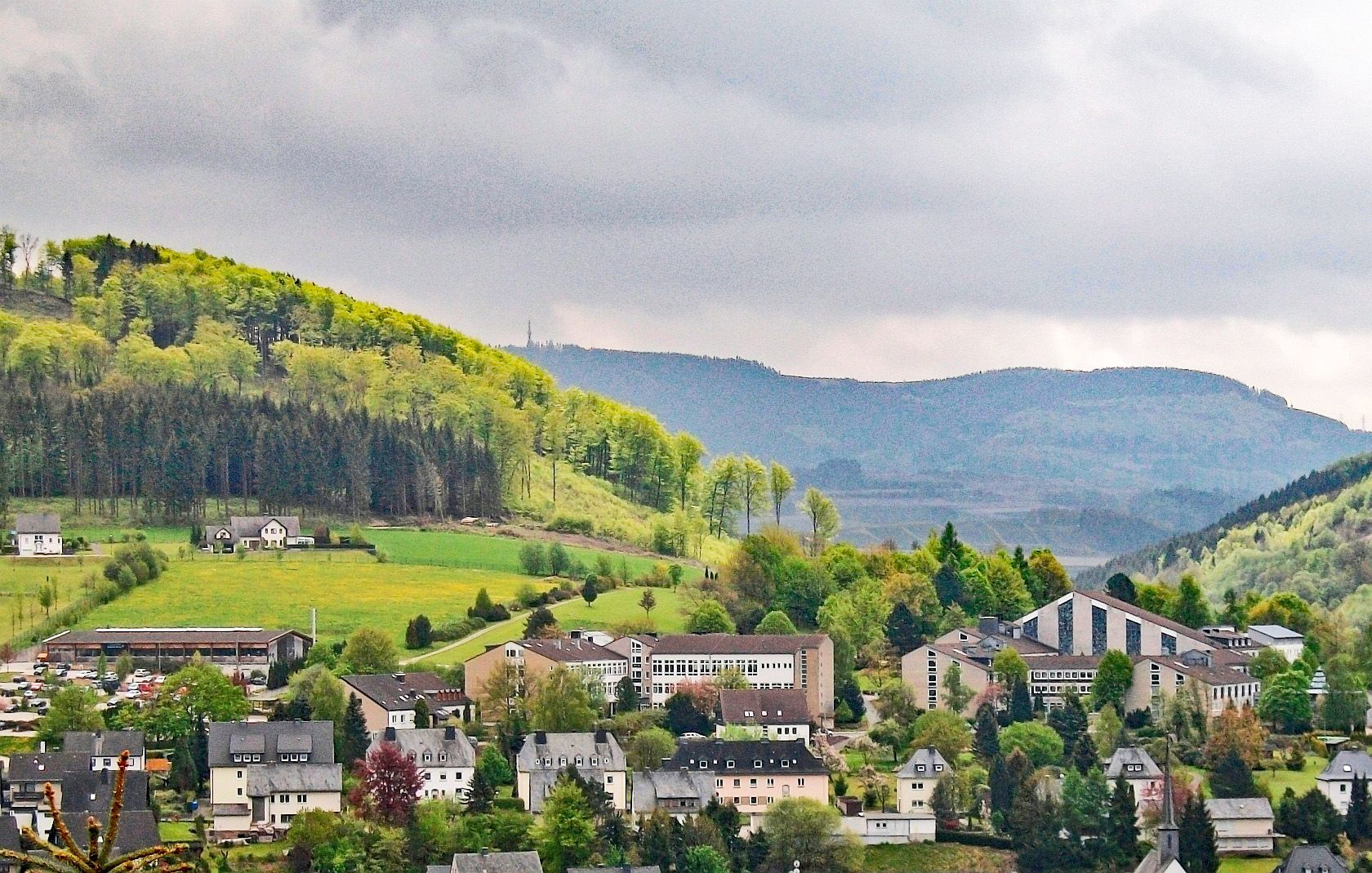
Berufskolleg und Bergkloster Bestwig

In den Ortsteilen der Gemeinde gibt es insgesamt neun Kindergärten oder -tageseinrichtungen. In Velmede, Ramsbeck und Nuttlar bestehen Grundschulen. Im Schulzentrum Bestwig im Ortsteil Ostwig besteht die Sekundarschule Olsberg-Bestwig, die in Bestwig im Jahr 2024 auslaufen wird. In Ostwig gibt es auch eine Förderschule mit dem Schwerpunkt Lernen. In Trägerschaft der Schwestern der hl. Maria Magdalena Postel befinden sich das Berufskolleg Bergkloster und die Bildungsakademie für Therapieberufe. Die Volkshochschule Hochsauerland bietet auch in Bestwig Kurse an.

## Persönlichkeiten

### Ehrenbürger
Die Ehrenbürgerschaft wurde verliehen an:
- Heinrich Lübke (* 14. Oktober 1894 in Enkhausen/Sauerland; † 6. April 1972 in Bonn), war von 1959 bis 1969 der zweite Bundespräsident der Bundesrepublik Deutschland
- Wilhelmine Lübke (* 9. Mai 1885 in Ramsbeck im Sauerland; † 3. Mai 1981 in Bonn), die Ehefrau von Heinrich Lübke wurde 1964 Ehrenbürgerin der Gemeinde Ramsbeck
- Franz Kardinal Hengsbach (* 10. September 1910 in Velmede; † 24. Juni 1991 in Essen), Bischof von Essen

### Söhne und Töchter der Stadt
Bestwig war Geburtsort einiger bekannter Persönlichkeiten. Zu den in der Gemeinde geborenen Personen gehören
- Ernst von Bodelschwingh der Ältere (* 26. November 1794 in Velmede; † 18. Mai 1854 in Medebach), Politiker, preußischer Finanzminister
- Wilhelm Kathol (* 1. November 1854 in Berlar; † 24. April 1944 in Thalfang im Hunsrück) war ein deutscher Techniker und Chemiker.
- Eduard Dransfeld (* 6. November 1883 in Bestwig; † 22. Januar 1964 in Groß-Rohrheim) war ein deutscher Offizier, zuletzt General der Flieger der Luftwaffe im Zweiten Weltkrieg
- Ferdinand Freiherr von Lüninck (* 3. August 1888 in Ostwig; † 14. November 1944 in Berlin-Plötzensee, hingerichtet), war ein deutscher Adeliger, Offizier und Politiker (DNVP) und Widerstandskämpfer gegen den Nationalsozialismus.
- Hermann Freiherr von Lüninck (* 3. Mai 1893 in Ostwig; † 16. Mai 1975 in Alsbach bei Engelskirchen) war ein deutscher Verwaltungsjurist und Agrarfunktionär.
- Gottfried Hoberg (* 9. November 1857 geboren in Heringhausen; † 19. Januar 1924 in Freiburg im Breisgau) war ein katholischer Theologe, Philologe, Priester und Hochschullehrer.
- Franz Hoffmeister (* 22. März 1898 in Ramsbeck; † 27. März 1943 in Holthausen), Mitbegründer Sauerländer Heimatbund
- Franz Kardinal Hengsbach (* 10. September 1910 in Velmede; † 24. Juni 1991 in Essen), Bischof von Essen
- Florentine Mütherich (* 26. Januar 1915 in Bestwig; † 12. Juni 2015 in München) war eine deutsche Kunsthistorikerin, die sich besonders mit der Buchmalerei des frühen Mittelalters befasst hat.
- Günter Luther (* 17. März 1922 in Bestwig, Westfalen; † 31. Mai 1997 in Kiel), Admiral der Bundesmarine und Inspekteur der Marine
- Martin Wendt (* 24. März 1935 in Velmede; † 8. September 2010), Politiker (SPD), 1965 bis 1980 Mitglied des Bundestags
- Karl-Josef Müller (* 31. März 1937 in Ostwig; † 20. April 2001 in Mainz), Komponist und Musikwissenschaftler
- Hans Josef Rath (* 24. Mai 1947 in Nuttlar; † 4. September 2012 in Wilstedt), Professor für Technische Mechanik und Strömungslehre, Raumfahrttechnologie und Mikrogravitation an der Universität Bremen
- Theo Bücker (* 10. Juli 1948 in Bestwig), Bundesliga-Fußballspieler und Trainer
- Franz Siepe (* 18. Januar 1955 in Nuttlar; † 1. Juli 2013 in Marburg), Kulturwissenschaftler und Publizist
- Christof Sommer (* 18. Mai 1965 in Nuttlar) war von 1999 bis 2005 Bürgermeister von Bestwig und ist seit 2005 Bürgermeister von Lippstadt
- Franky Kubrick (* 17. November 1980, bürgerlich Frank Werker) ist ein in Stuttgart lebender Rapper

### Persönlichkeiten, die vor Ort gewirkt haben
Weitere Persönlichkeiten sind zwar nicht in der Gemeinde geboren, aber durch ihr Leben, ihre Arbeit und ihr Wirken eng mit Bestwig verbunden. Dazu gehört
- Wilhelm Seel (* 15. August 1816 in Siegen; † 15. August 1875 in Ramsbeck) war Berg- und Hüttenwerksdirektor in Ramsbeck.
- Hans Max Philipp von Beust (* 25. Mai 1820 in Moderwitz; † 2. April 1889) war zur Zeit des Bergbaubooms der 1850er Jahre Betriebs- und Fabrikdirektor in Ramsbeck.
- August Disselhoff (* 25. November 1829 in Soest; † 9. März 1903 in Allstedt) war ein evangelischer Geistlicher und ab 1855 Hilfsprediger in der Gemeinde Ramsbeck-Andreasberg.
- August Beule (* 27. November 1867 in Elpe; † 24. Dezember 1923 in Ramsbeck) war Schuhmachermeister und Poet in Ramsbeck
- Carl Haber (* 8. Januar 1833 in Worbis; † 17. Mai 1914 in Bonn) war Berg- und Hüttenwerksdirektor in Ramsbeck
- Elisabeth Freifrau von Lüninck (* 2. November 1932; † 6. Juli 2019) langjährige Vorsitzende des Caritasverbandes Meschede
- Dagmar Schmidt (* 8. April 1948 in Herten; † 9. November 2005 in Siegen), Politikerin (SPD), 1994 bis 2005 Mitglied des Bundestags. Sie war Lehrerin in Bestwig.